# Filmjahr 2025
Liste der Filmjahre

◄◄ | ◄ | 2021 | 2022 | 2023 | 2024 | Filmjahr 2025 | 2026 | 2027

Weitere Ereignisse
Dieser Artikel behandelt das Filmjahr 2025.

## Top 10 der erfolgreichsten Filme

### In Deutschland
Die zehn erfolgreichsten Filme an den deutschen Kinokassen nach Besucherzahlen (Stand: 6. Juli 2025)
| Platz | Filmtitel                                 | Besucher  | Einnahmen    |
| ----- | ----------------------------------------- | --------- | ------------ |
| 1.    | Ein Minecraft Film                        | 3.471.749 | 35.428.938 € |
| 2.    | Lilo & Stitch                             | 2.733.045 | 27.181.095 € |
| 3.    | Paddington in Peru                        | 1.642.311 | 14.043.433 € |
| 4.    | Wunderschöner                             | 1.323.161 | 14.064.904 € |
| 5.    | Mission: Impossible – The Final Reckoning | 1.297.636 | 16.298.946 € |
| 6.    | Die drei ??? und der Karpatenhund         | 1.189.133 | 10.140.646 € |
| 7.    | Drachenzähmen leicht gemacht              | 838.918   |              |
| 8.    | Captain America: Brave New World          | 792.574   |              |
| 9.    | Schneewittchen                            | 757.711   |              |
| 10.   | Bridget Jones – Verrückt nach ihm         | 743.735   |              |

### In der Schweiz
Die zehn erfolgreichsten Filme an den schweizerischen Kinokassen nach Besucherzahlen (Stand: 1. Januar 2025)

### In den Vereinigten Staaten
Die zehn erfolgreichsten Filme an den US-amerikanischen Kinokassen nach Einspielergebnis in US-Dollar (Stand: 22. Juli 2025)
| Platz | Filmtitel                                 | Einnahmen     |
| ----- | ----------------------------------------- | ------------- |
| 1.    | Ein Minecraft Film                        | 423.949.195 $ |
| 2.    | Lilo & Stitch                             | 418.283.149 $ |
| 3.    | Blood & Sinners                           | 278.578.513 $ |
| 4.    | Jurassic World: Die Wiedergeburt          | 276.485.990 $ |
| 5.    | Drachenzähmen leicht gemacht              | 250.784.795 $ |
| 6.    | Superman                                  | 236.233.556 $ |
| 7.    | Captain America: Brave New World          | 200.500.001 $ |
| 8.    | Mission: Impossible – The Final Reckoning | 195.807.042 $ |
| 9.    | Thunderbolts*                             | 189.964.708 $ |
| 10.   | F1                                        | 153.904.702 $ |

### Weltweit
Die zehn weltweit erfolgreichsten Filme nach Einspielergebnis sind (Stand: 22. Juli 2025)
| Platz | Filmtitel                                 | Einnahmen       |
| ----- | ----------------------------------------- | --------------- |
| 1.    | Ne Zha 2                                  | 1.899.796.467 $ |
| 2.    | Lilo & Stitch                             | 1.008.619.728 $ |
| 3.    | Ein Minecraft Film                        | 955.149.195 $   |
| 4.    | Jurassic World: Die Wiedergeburt          | 649.780.990 $   |
| 5.    | Drachenzähmen leicht gemacht              | 589.213.795 $   |
| 6.    | Mission: Impossible – The Final Reckoning | 588.807.042 $   |
| 7.    | F1                                        | 463.104.702 $   |
| 8.    | Captain America: Brave New World          | 415.101.577 $   |
| 9.    | Superman                                  | 409.333.556 $   |
| 10.   | Thunderbolts*                             | 382.127.297 $   |

## Jahrestage

### Personen
- 07. Januar: 100. Geburtstag von Carmen Barros (chilenische Sängerin, Schauspielerin und Komponistin, † 2023)
- 11. Januar: 100. Geburtstag von Wiktor Antonowitsch Awdjuschko (sowjetischer Schauspieler, † 1975)
- 21. Januar: 100. Geburtstag von Charles Aidman (US-amerikanischer Schauspieler, † 1993)
- 31. Januar: 100. Geburtstag von Henning Ahrensborg (dänischer Schauspieler, † 1951)
- 20. Februar: 100. Geburtstag von Robert Altman (US-amerikanischer Regisseur, Autorenfilmer und Produzent, † 2006)
- 28. Februar: 100. Geburtstag von Odón Alonso (spanischer Dirigent und Filmkomponist, † 2011)
- 28. Februar: 100. Geburtstag von Nag Ansorge (Schweizer Regisseur, † 2013)
- 09. März: 100. Geburtstag von Gil Askey (US-amerikanischer Musiker, † 2014)
- 16. März: 100. Geburtstag von Alessandro Alessandroni (italienischer Komponist, † 2017)
- 04. April: 100. Geburtstag von Dorothy Alison (australische Schauspielerin, † 1992)
- 04. April: 100. Geburtstag von Manuel Barbachano Ponce (mexikanischer Regisseur, Drehbuchautor und Filmproduzent, † 1994)
- 07. April: 100. Geburtstag von Doe Avedon (US-amerikanische Schauspielerin, † 2011)
- 27. April: 100. Geburtstag von Brigitte Auber (französische Schauspielerin)
- 01. Mai: 100. Geburtstag von Aldo Barberito (italienischer Schauspieler, † 1985)
- 02. Mai: 100. Geburtstag von Maria Barroso (portugiesische Schauspielerin und Politikerin, † 2015)
- 05. Mai: 100. Geburtstag von Eddi Arent (deutscher Schauspieler und Komiker, † 2013)
- 20. Mai: 100. Geburtstag von Irene Aloisi (italienische Schauspielerin, † 1980)
- 14. Juni: 100. Geburtstag von Mercedes Barranco (spanische Schauspielerin, † 2008)
- 16. Juni: 100. Geburtstag von Bebe Barron (US-amerikanische Filmkomponistin und Pionierin der elektronischen Musik, † 2008)
- 18. Juni: 100. Geburtstag von Robert Arthur (US-amerikanischer Schauspieler, † 2008)
- 25. Juni: 100. Geburtstag von June Lockhart (US-amerikanische Schauspielerin)
- 12. Juli: 100. Geburtstag von Akutagawa Yasushi (japanischer Komponist, † 1989)
- 11. August: 100. Geburtstag von Rune Andréasson (schwedischer Comic-Zeichner und Trickfilmer, † 1999)
- 12. August: 100. Geburtstag von Bent Axen (dänischer Jazzmusiker und Komponist, † 2010)
- 01. Oktober: 100. Geburtstag von Nino Baragli (italienischer Filmeditor, † 2013)
- 03. November: 100. Geburtstag von Lucille Barkley (US-amerikanische Schauspielerin, † 1979)
- 06. November: 100. Geburtstag von Jean Aurel (französischer Filmregisseur und Drehbuchautor, † 1996)
- 08. November: 100. Geburtstag von Asunción Balaguer (spanische Schauspielerin, † 2019)
- 15. November: 100. Geburtstag von Jurriaan Andriessen (niederländischer Komponist und Lehrer, † 1996)
- 16. November: 100. Geburtstag von Maria Axt (deutsche Kinderbuchautorin, Hörspielsprecherin und Schauspielerin, † 1987)
- 17. November: 100. Geburtstag von Mari Aldon (litauisch-US-amerikanische Schauspielerin, † 2004)
- 25. November: 100. Geburtstag von María Asquerino (spanische Schauspielerin, † 2013)
- 06. Dezember: 100. Geburtstag von Carl Andrießen (deutscher Drehbuchautor, Satiriker und Kritiker, † 1993)
- 13. Dezember: 100. Geburtstag von Dick Van Dyke (US-amerikanischer Schauspieler)
- 21. Dezember: 100. Geburtstag von Olga Alexandrowna Arossewa (russische Schauspielerin, † 2013)
- 22. Dezember: 100. Geburtstag von Luciana Angiolillo (italienische Schauspielerin, † 2014)

## Filmpreise

### Golden Globe Award
Die Verleihung der 82. Golden Globe Awards fand am 5. Januar 2025 statt.
- Bester Film (Drama): Der Brutalist – Regie: Brady Corbet
- Bester Film (Komödie/Musical): Emilia Pérez – Regie: Jacques Audiard
- Beste Regie: Brady Corbet (Der Brutalist)
- Bester Hauptdarsteller (Drama): Adrien Brody (Der Brutalist)
- Beste Hauptdarstellerin (Drama): Fernanda Torres (Für immer hier)
- Bester Hauptdarsteller (Komödie/Musical): Sebastian Stan (A Different Man)
- Beste Hauptdarstellerin (Komödie/Musical): Demi Moore (The Substance)
- Bester Nebendarsteller: Kieran Culkin (A Real Pain)
- Beste Nebendarstellerin:Zoë Saldaña (Emilia Pérez)
- Bester fremdsprachiger Film: Emilia Pérez, Frankreich – Regie: Jacques Audiard

### Critics’ Choice Movie Award
Die Verleihung Critics’ Choice Movie Awards fand am 7. Februar 2025 statt.
- Bester Film: Anora – Regie: Sean Baker
- Beste Regie: Jon M. Chu – Wicked
- Bester Hauptdarsteller: Adrien Brody – Der Brutalist
- Beste Hauptdarstellerin: Demi Moore – The Substance
- Bester Nebendarsteller: Kieran Culkin – A Real Pain
- Beste Nebendarstellerin: Zoë Saldaña – Emilia Pérez
- Bester fremdsprachiger Film: Emilia Pérez

### Sundance Film Festival
Das 41. Sundance Film Festival fand vom 23. Januar bis 2. Februar 2025 statt.
- Großer Preis der Jury: Spielfilm – Atropia
- Großer Preis der Jury: Dokumentarfilm – Seeds
- Großer Preis der Jury „World Cinema“: Dokumentarfilm – Cutting Through Rocks
- Waldo Salt Screenwriting Award: U.S. Dramatic – Sabar Bonda (Cactus Pears)
- Alfred P. Sloan Award – Sally

Vollständige Liste der Preisträger

### Berlinale
Die 75. Internationalen Filmfestspiele Berlin fand vom 13. bis 23. Februar 2025 statt.
- Goldener Bär: Oslo Stories: Träume – Regie: Dag Johan Haugerud
- Silberner Bär – Großer Preis der Jury: Das tiefste Blau – Regie: Gabriel Mascaro
- Silberner Bär – Preis der Jury: Iván Fund El mensaje
- Silberner Bär – Beste Regie: Huo Meng Living the Land
- Silberner Bär – Beste Hauptrolle: Rose Byrne If I Had Legs I’d Kick You
- Silberner Bär – Beste Nebenrolle: Andrew Scott Blue Moon
- Silberner Bär – Bestes Drehbuch: Radu Jude Kontinental ’25

Vollständige Liste der Preisträger

### British Academy Film Award
Die Verleihung der 78. British Academy Film Awards fand am 16. Februar 2025 statt.
- Bester Film: Konklave – Regie: Edward Berger
- Bester britischer Film: Konklave – Regie: Edward Berger
- Beste Regie: Brady Corbet Der Brutalist
- Bester Hauptdarsteller: Adrien Brody Der Brutalist
- Beste Hauptdarstellerin: Mikey Madison (Anora)

Vollständige Liste der Preisträger

### César
Die 50. Verleihung des César fand am 28. Februar 2025 statt.
- Bester Film: Emilia Pérez Regie: Jacques Audiard
- Beste Regie: Jacques Audiard für Emilia Pérez
- Bester Hauptdarsteller: Karim Leklou für Le roman de Jim
- Beste Hauptdarstellerin: Hafsia Herzi für Borgo
- Bestes Originaldrehbuch: Boris Lojkine, Delphine Agut für L’histoire de Souleymane
- Bester fremdsprachiger Film: The Zone of Interest Regie: Jonathan Glazer

Vollständige Liste der Preisträger

### Oscar
Die 97. Verleihung der Oscars fand am 2. März 2025 statt.
- Bester Film: Anora – Regie: Sean Baker
- Beste Regie: Sean Baker Anora
- Bester Hauptdarsteller: Adrien Brody Der Brutalist
- Beste Hauptdarstellerin: Mikey Madison Anora
- Bester Nebendarsteller: Kieran Culkin A Real Pain
- Beste Nebendarstellerin: Zoë Saldaña Emilia Pérez
- Bester internationaler Film: Für immer hier (Brasilien)

Vollständige Liste der Preisträger

### Deutscher Filmpreis
Die 75. Verleihung des Deutschen Filmpreises fand am 9. Mai 2025 statt.
- Bester Spielfilm:

Filmpreis in Gold:
Filmpreis in Silber:
Filmpreis in Bronze:
- Beste Regie:
- Bestes Drehbuch:
- Bester Hauptdarsteller:
- Beste Hauptdarstellerin:

Vollständige Liste der Preisträger

### Cannes
Die 78. Internationalen Filmfestspiele von Cannes fanden vom 13. bis zum 24. Mai 2025 statt.

### Österreichischer Filmpreis
Die Verleihung des 15. Österreichischen Filmpreises fand am 12. Juni 2025 statt.
- Bester Spielfilm: The Village Next to Paradise
- Beste Regie: Mo Harawe (The Village Next to Paradise)
- Bester Darsteller: Albrecht Schuch (Pfau – Bin ich echt?)
- Beste Darstellerin: Birgit Minichmayr (Mit einem Tiger schlafen)
- Bester Dokumentarfilm: Favoriten – Regie und Produktion: Ruth Beckermann
- Bester Kurzfilm: Land der Berge – Regie: Olga Kosanović
- Bestes Drehbuch: Mo Harawe (The Village Next to Paradise)

Vollständige Liste der Preisträger

### Goldene Himbeere
Die Preisträger der Goldenen Himbeere wurden am 28. Februar 2025 bekannt gegeben.

### Bayerischer Filmpreis
Die 46. Verleihung des Bayerischen Filmpreises fand am 24. Januar 2025 statt.

### Europäischer Filmpreis
Der 38. Europäische Filmpreis wird 2025 vergeben
- Bester europäischer Film:
- Beste europäische Komödie:
- Beste Regie:
- Bester Darsteller:
- Beste Darstellerin:

Vollständige Liste der Preisträger

### Termine / Preisverleihungen / Filmfestivals
- AACTA International Awards:
- Screen Actors Guild Awards:
- Satellite Awards:
- Independent Spirit Awards:
- Goya:
- Deutscher Filmpreis:
- Romyverleihung:
- BET Awards:
- Filmfest München: 27. Juni bis 6. Juli
- British Academy Television Awards:
- Nickelodeon Kids’ Choice Awards: 21. Juni
- Locarno Film Festival: 6. bis 16. August
- Alpinale:
- Japan-Filmfest Hamburg:
- Taiwan Film Festival Berlin:
- Filmfestival Kitzbühel:
- Fünf Seen Filmfestival:
- Festival des deutschen Films:
- Internationale Filmfestspiele von Venedig: 27. August bis 6. September
- Fantasy Filmfest:
- Toronto International Film Festival: 4. bis 14. September
- Deutscher Schauspielpreis: 9. Oktober
- Filmkunstmesse Leipzig:
- Slash Filmfestival:
- Primetime-Emmy-Verleihung: 14. September
- Chinesisches Filmfest München:
- Internationale Hofer Filmtage:
- Unabhängiges FilmFest Osnabrück:
- Busan International Film Festival:
- Viennale:
- Biberacher Filmfestspiele:
- Tokyo International Film Festival:
- Duisburger Filmwoche:
- Nordische Filmtage Lübeck:
- Internationales Filmfestival Mannheim-Heidelberg:
- This Human World:
- Rose d’Or:
- Boston Society of Film Critics:
- New York Film Critics Circle Awards:
- Los Angeles Film Critics Association Awards:
- Deutscher Fernsehpreis
- Schweizer Filmpreis
- Grimme-Preis
- Internationale Filmfestspiele von Cannes
- Goldene Kamera

## 2025 verstorben

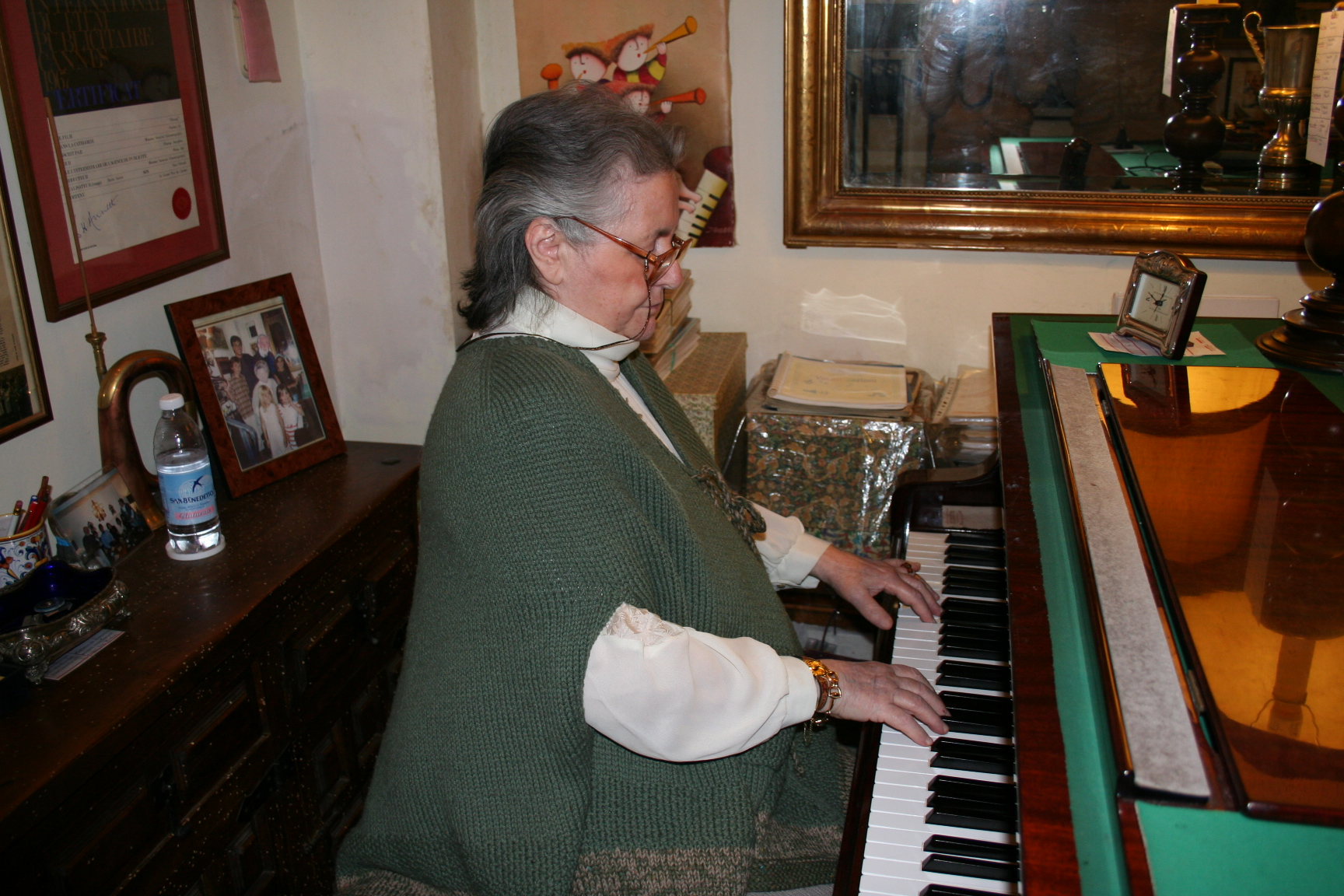
Nora Orlandi (1933–2025)

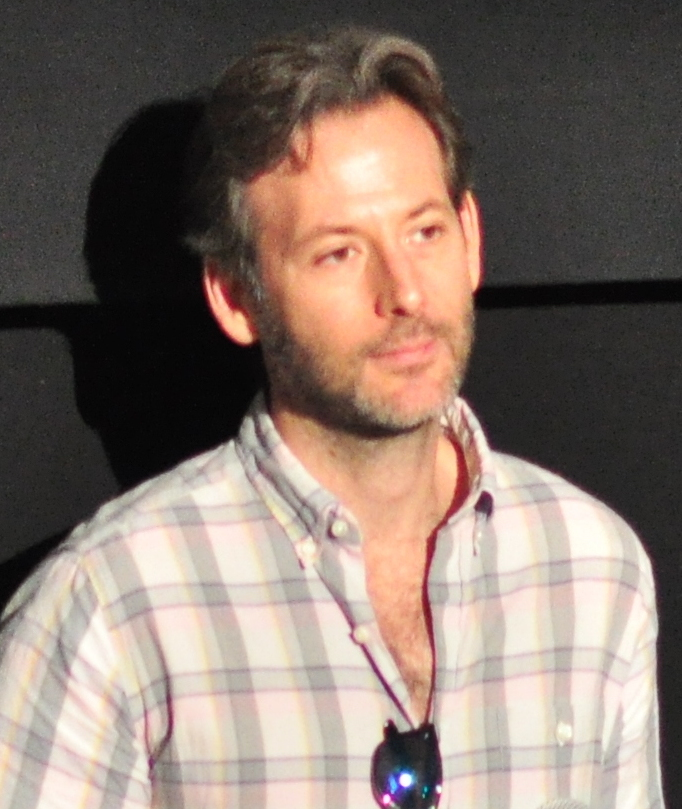
Jeff Baena (1977–2025)

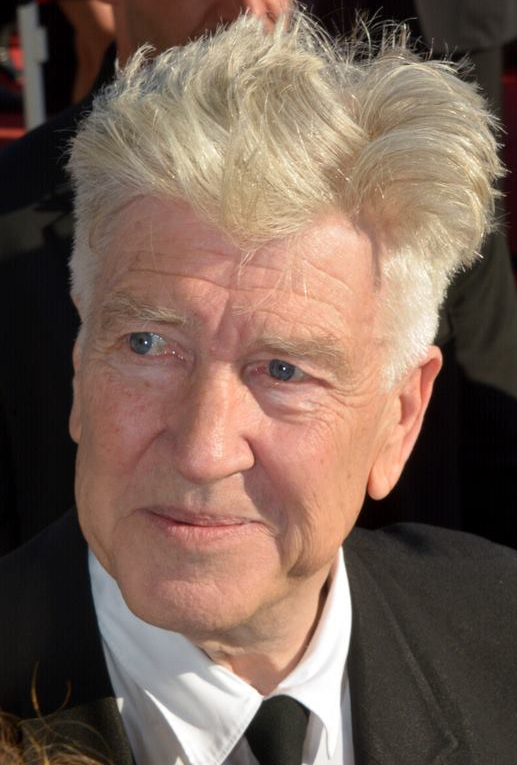
David Lynch (1946–2025)

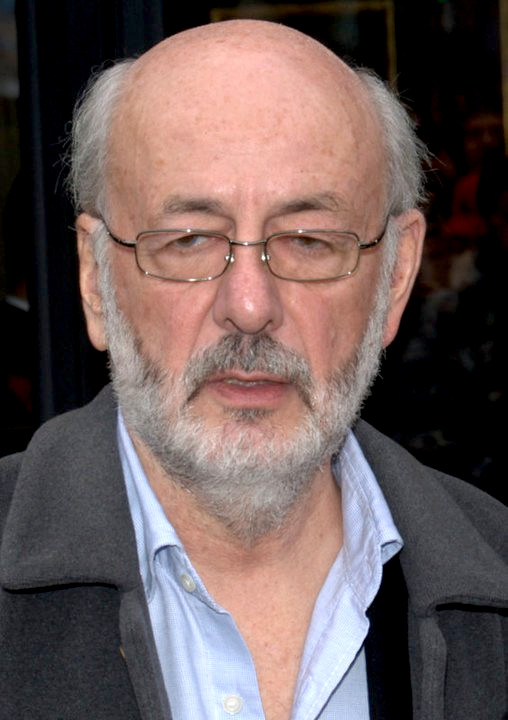
Bertrand Blier (1939–2025)

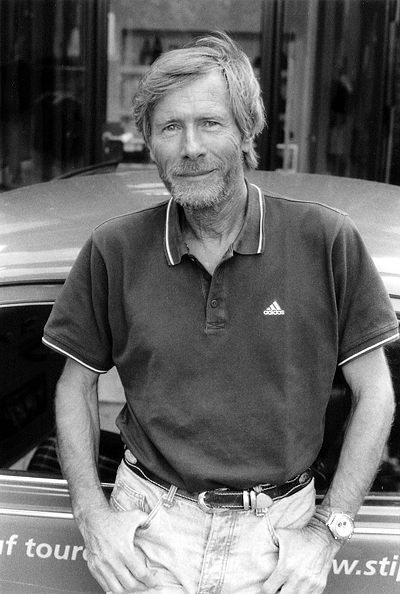
Horst Janson (1935–2025)

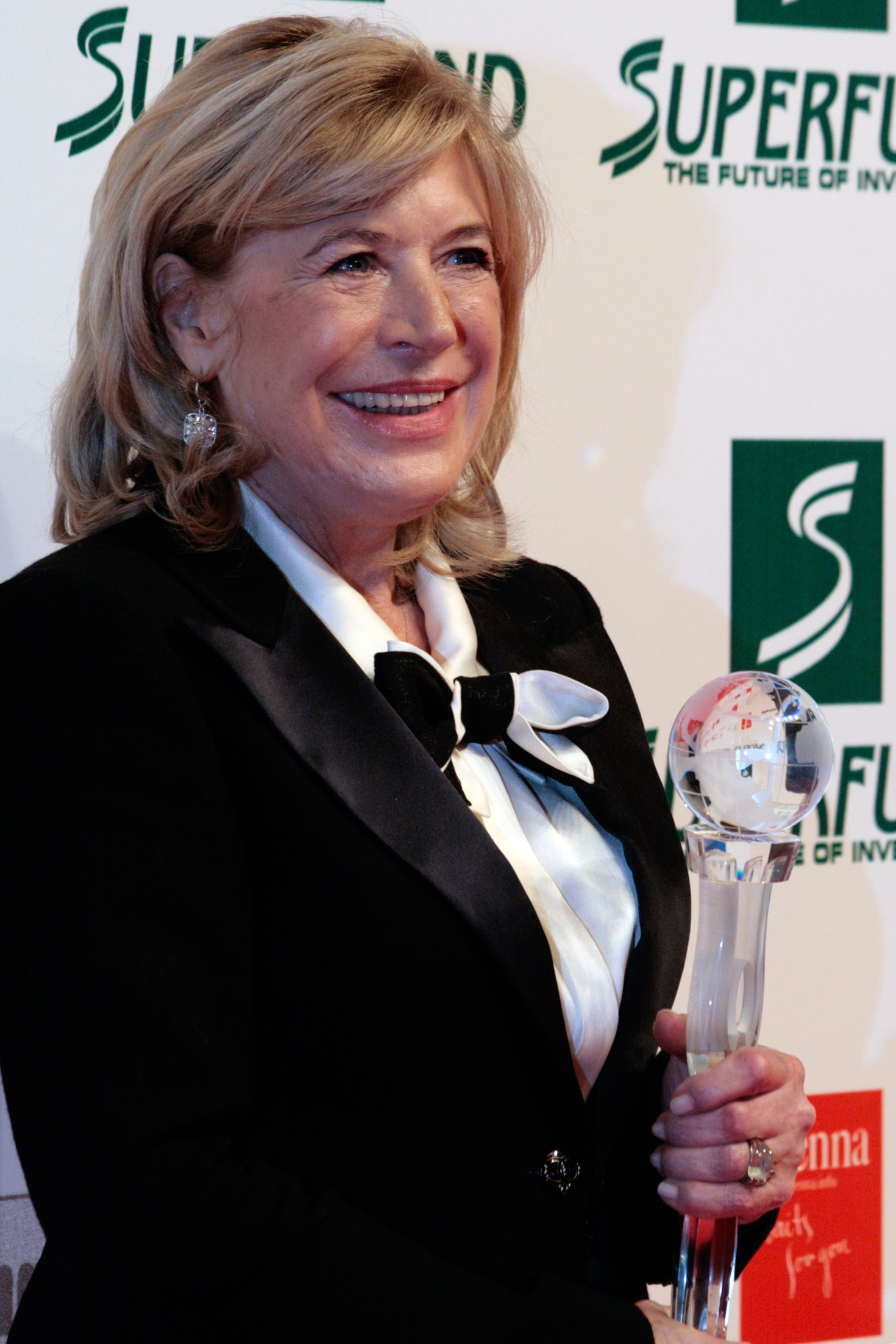
Marianne Faithfull (1946–2025)

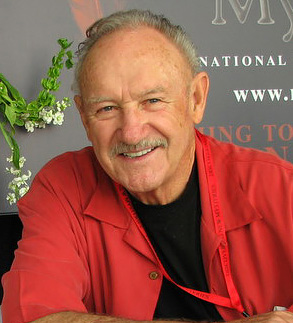
Gene Hackman (1930–2025)

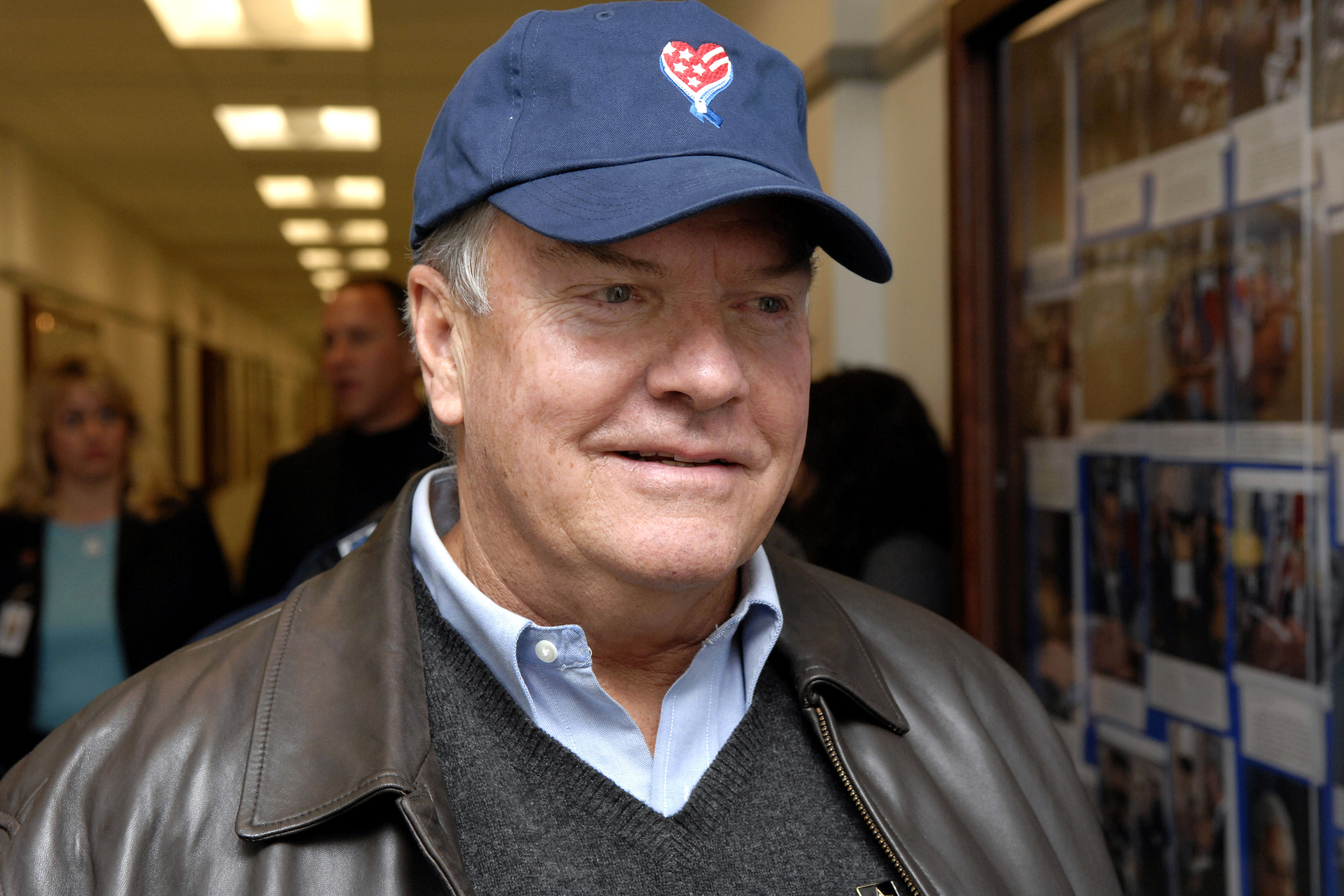
Peter Jason (1944–2025)

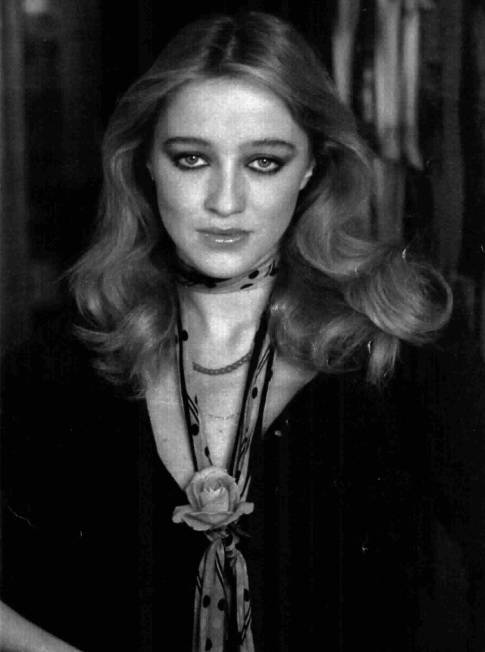
Eleonora Giorgi (1953–2025)

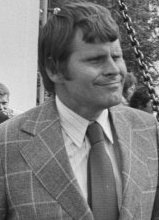
Bruce Glover (1932–2025)

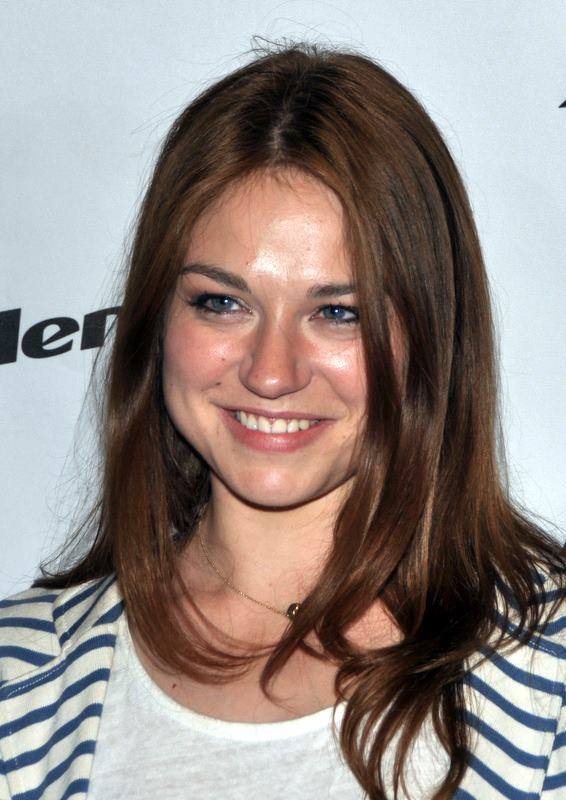
Émilie Dequenne (1981–2025)

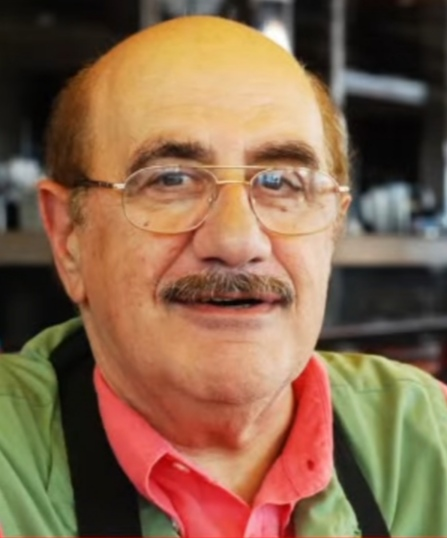
Gianfranco Barra (1940–2025)

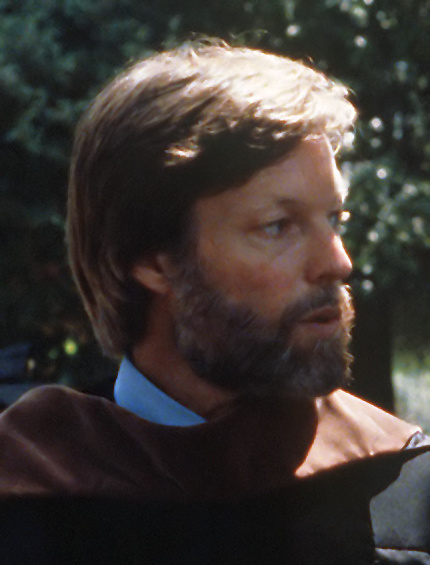
Richard Chamberlain (1934–2025)

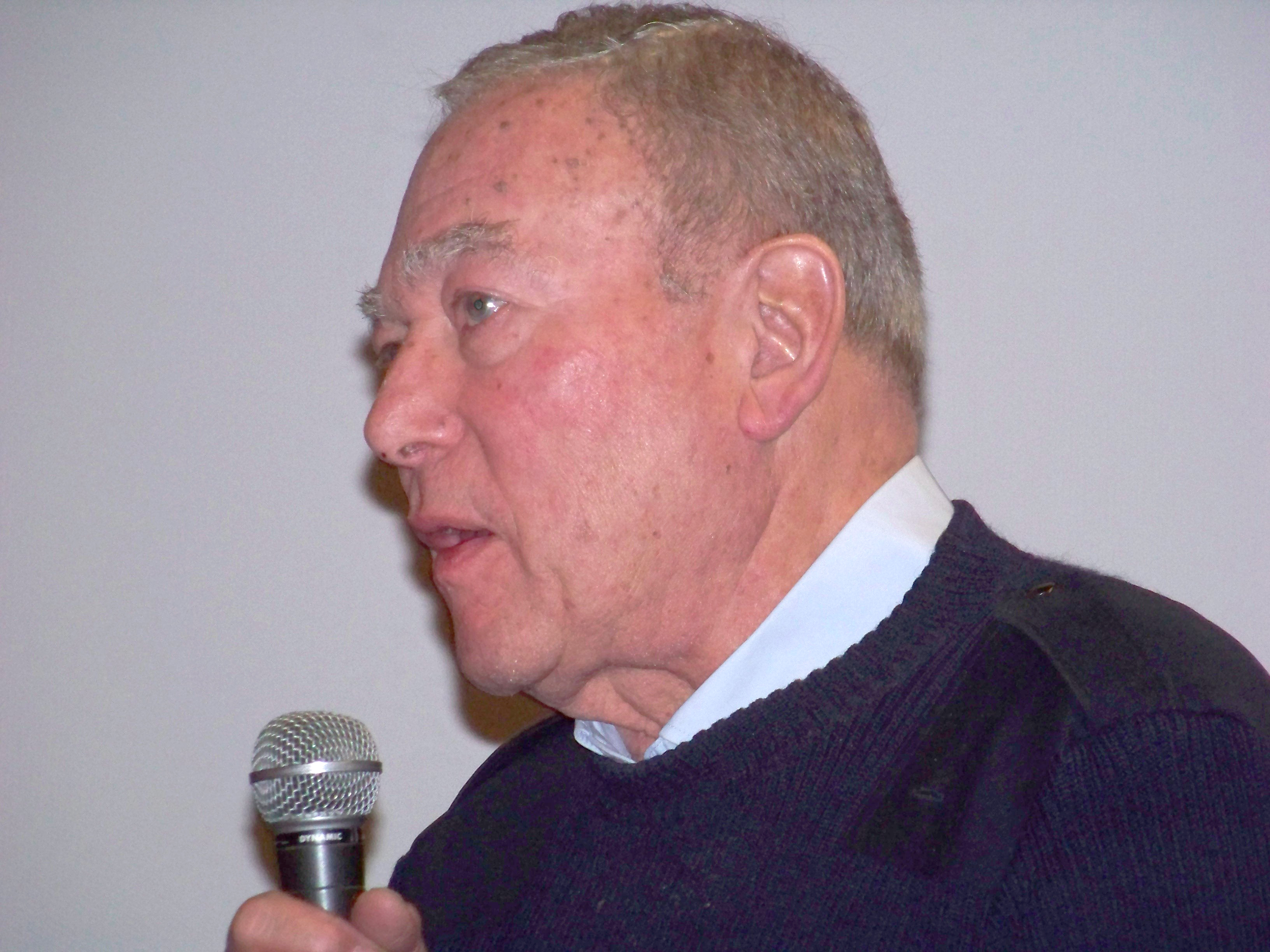
Yves Boisset (1939–2025)

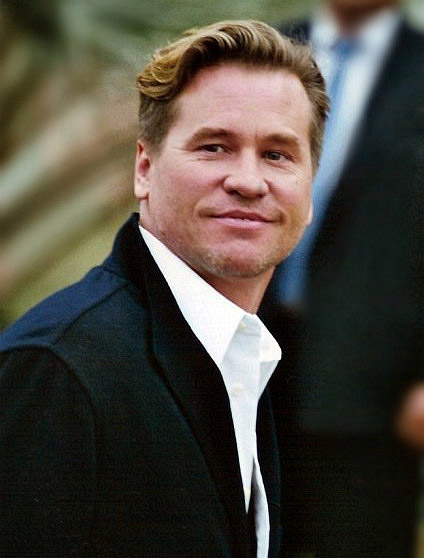
Val Kilmer (1959–2025)

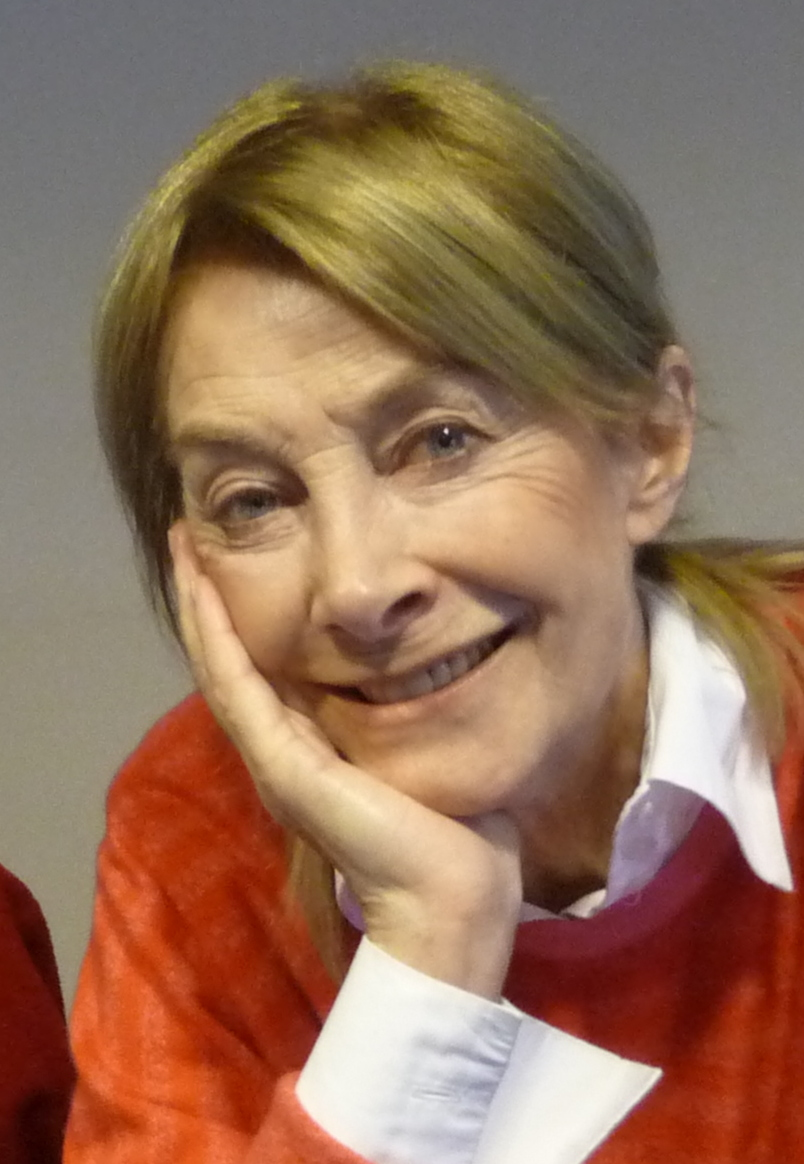
Jean Marsh (1934–2025)

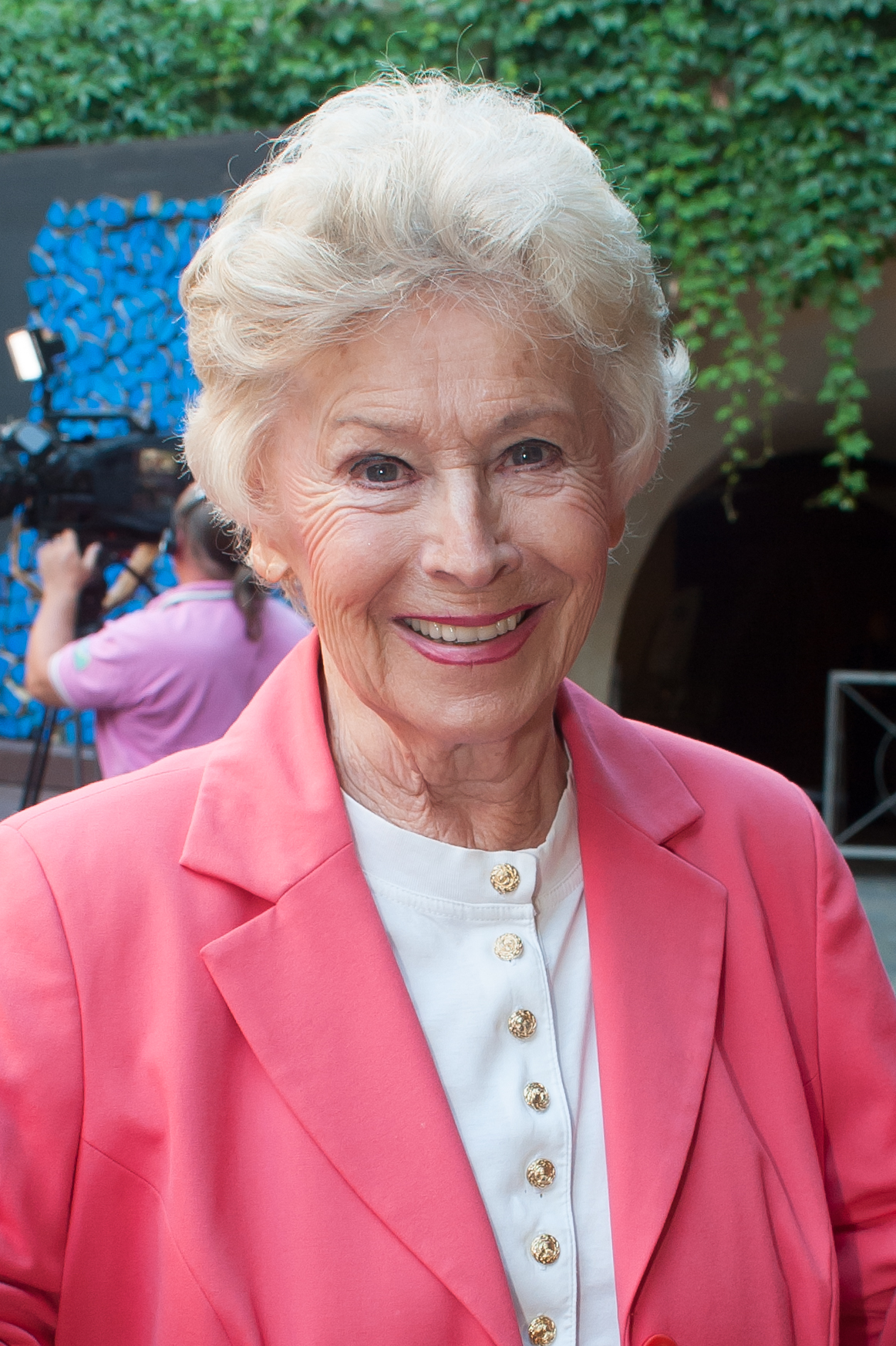
Waltraut Haas (1927–2025)

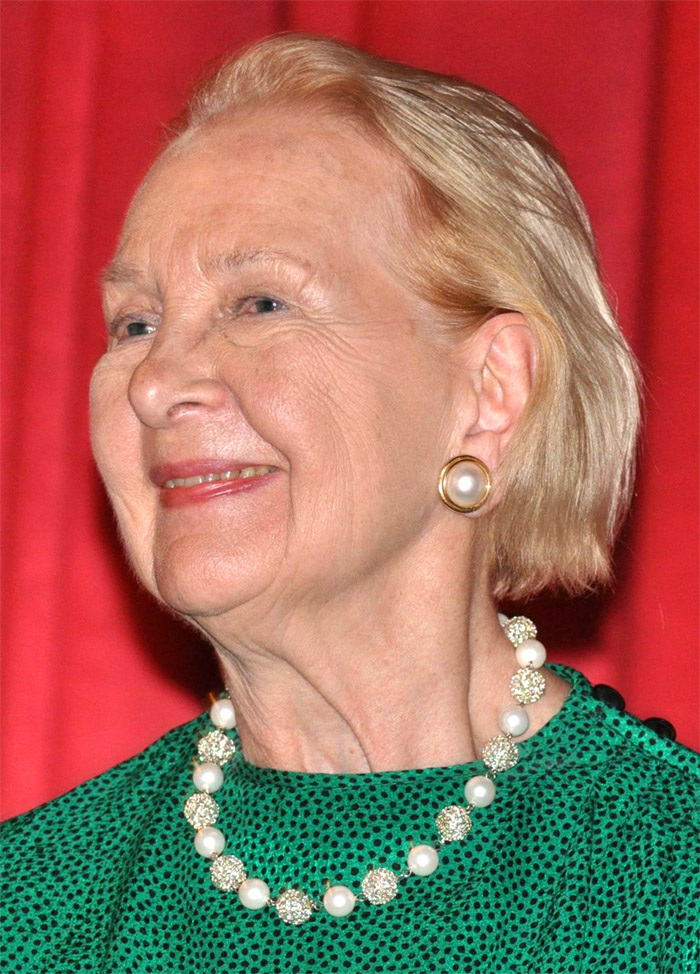
Taina Elg (1930–2025)

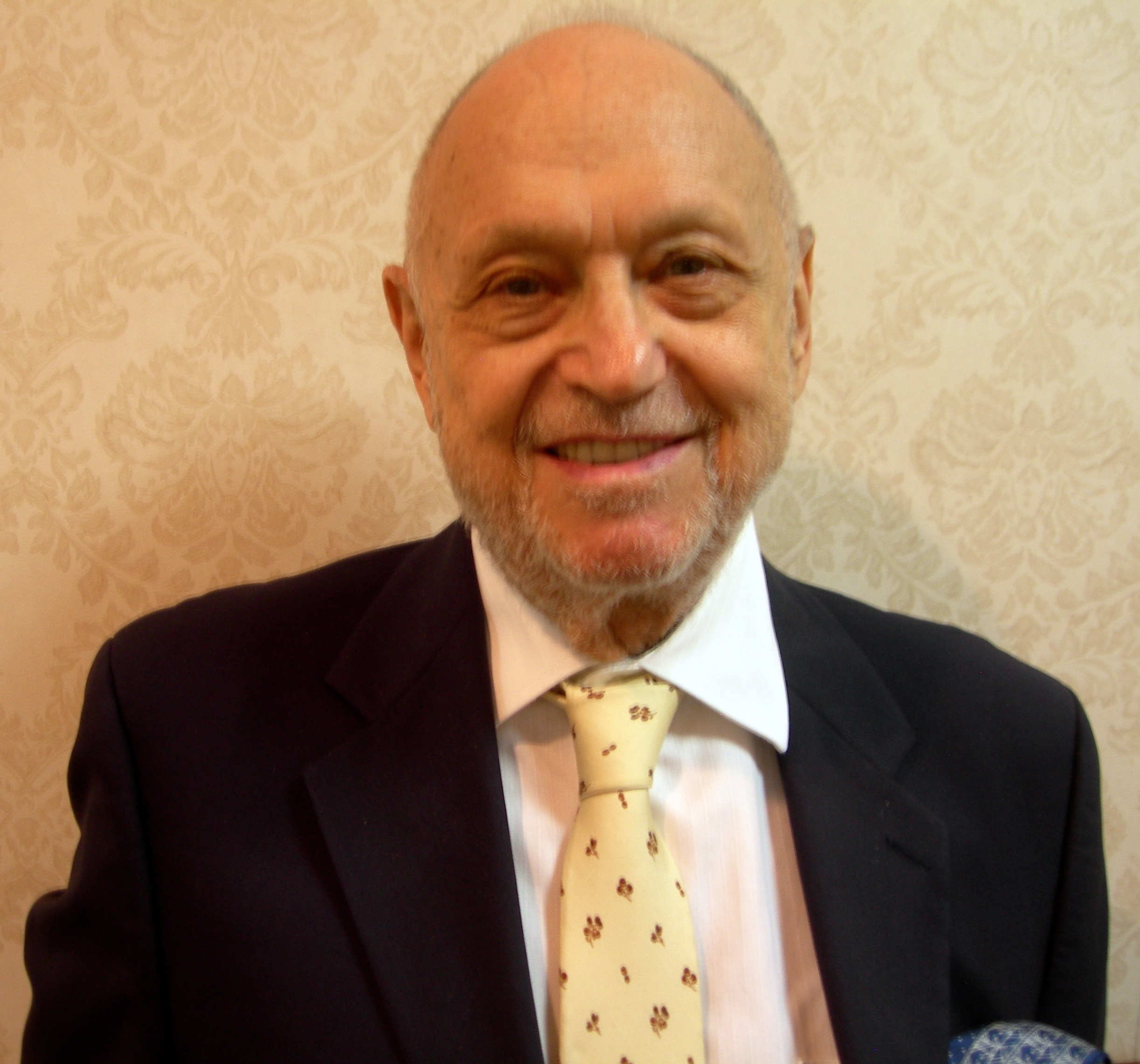
Charles Strouse (1928–2025)

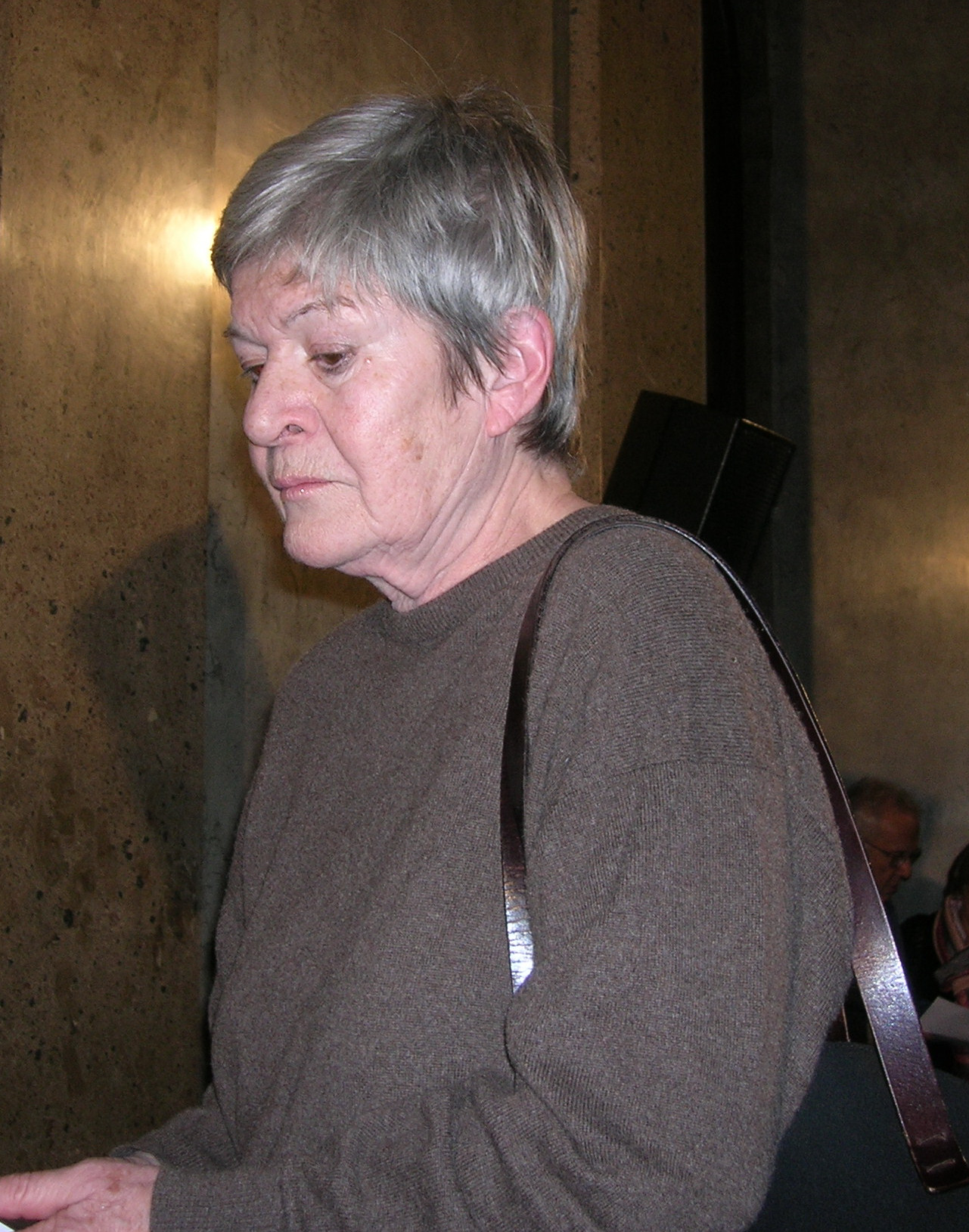
Elisabeth Orth (1936–2025)

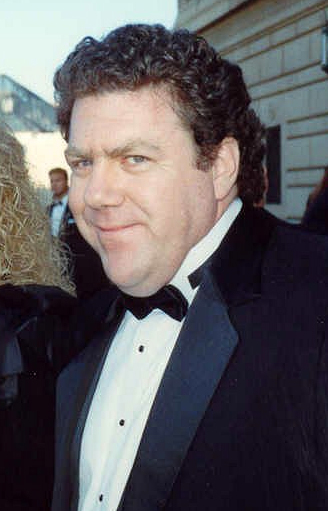
George Wendt (1948–2025)

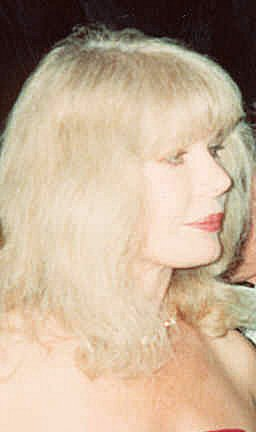
Loretta Swit (1937–2025)

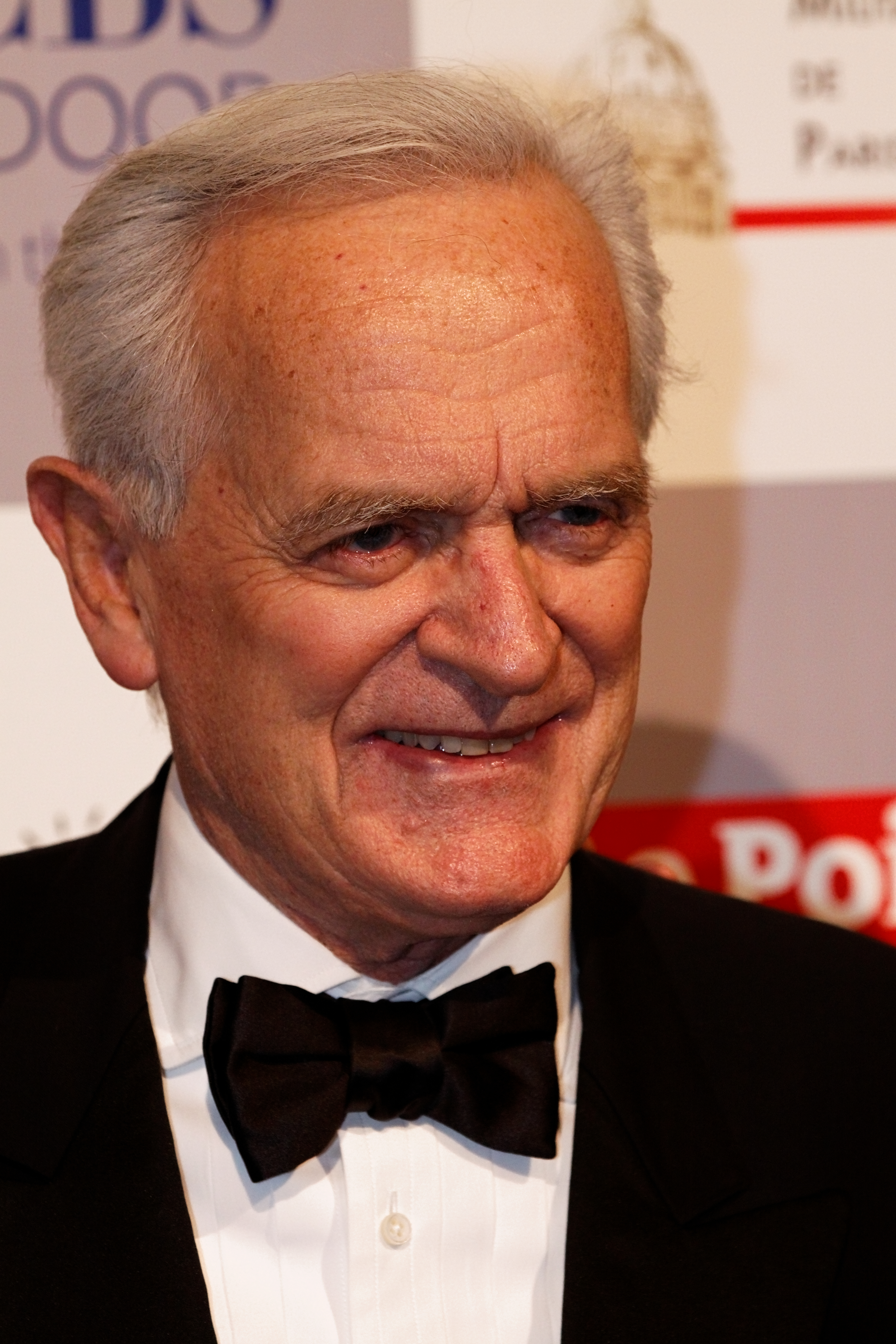
Philippe Labro (1936–2025)

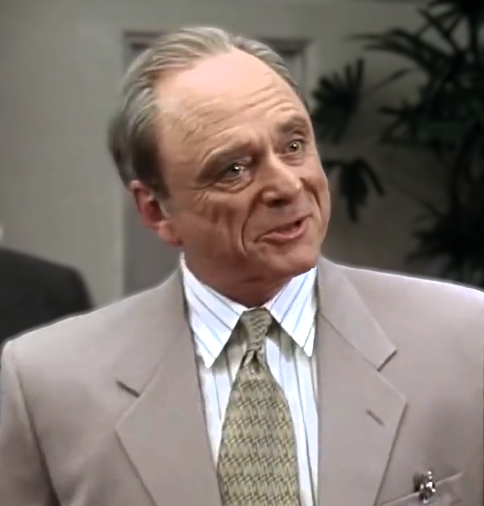
Harris Yulin (1937–2025)

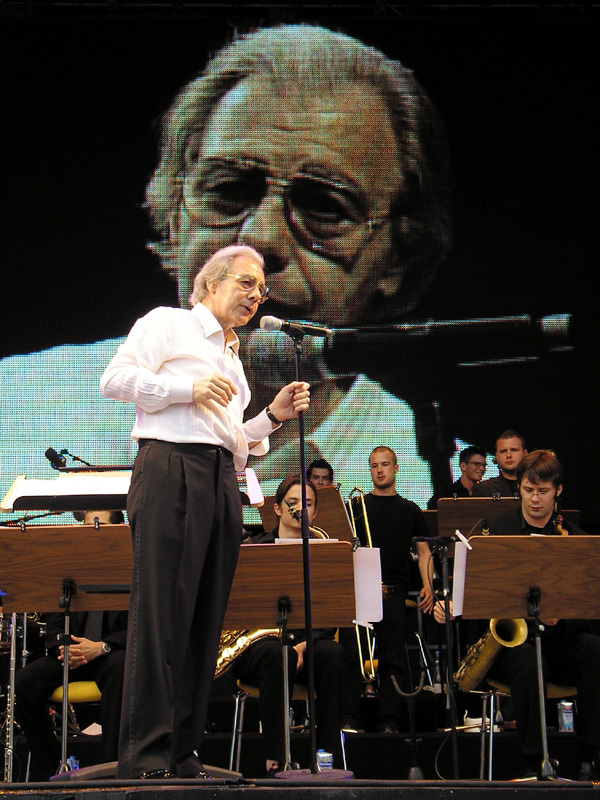
Lalo Schifrin (1932–2025)

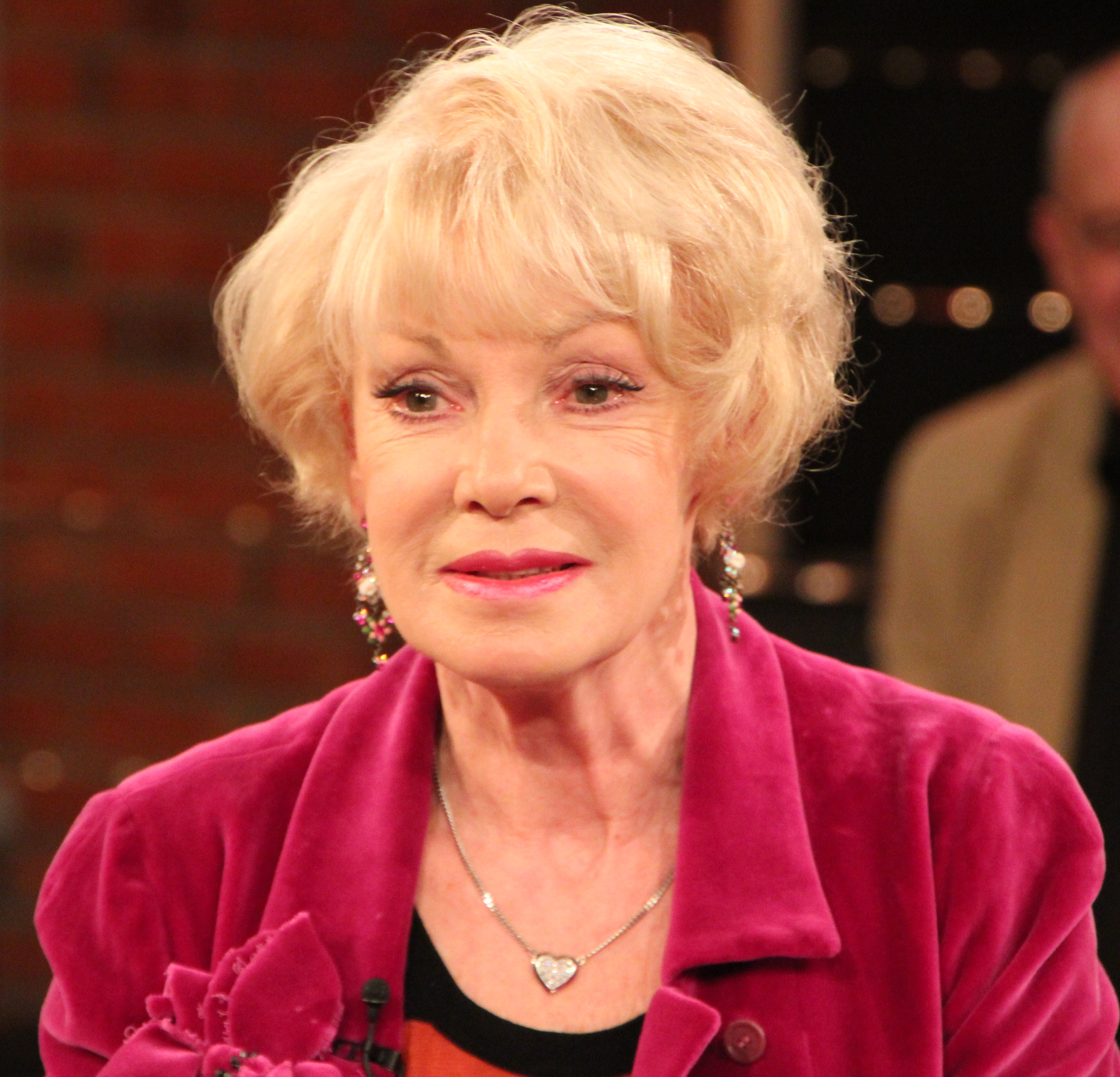
Anita Kupsch (1940–2025)

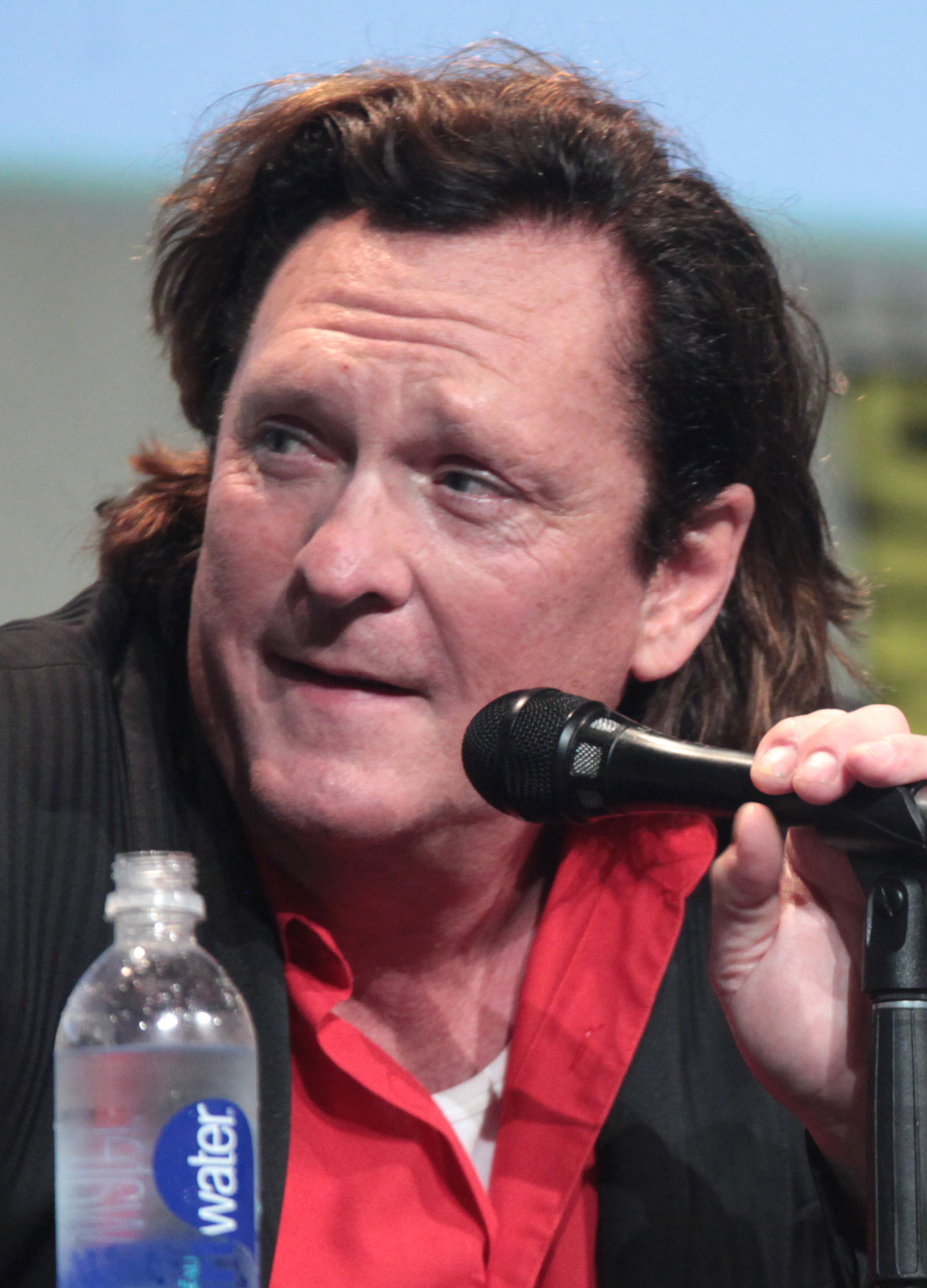
Michael Madsen (1957–2025)

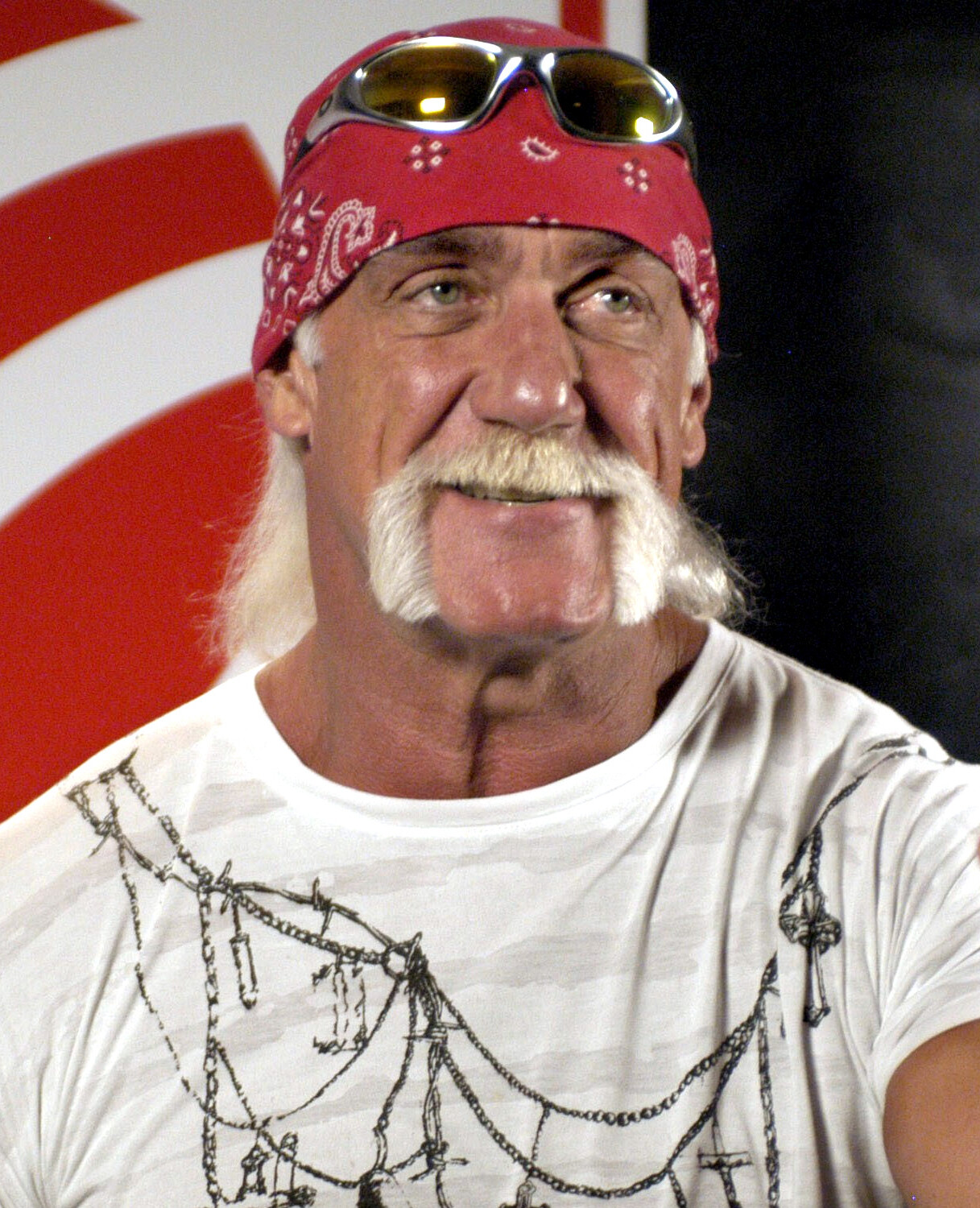
Hulk Hogan (1953–2025)

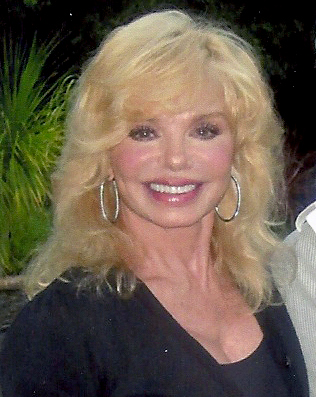
Loni Anderson (1945–2025)

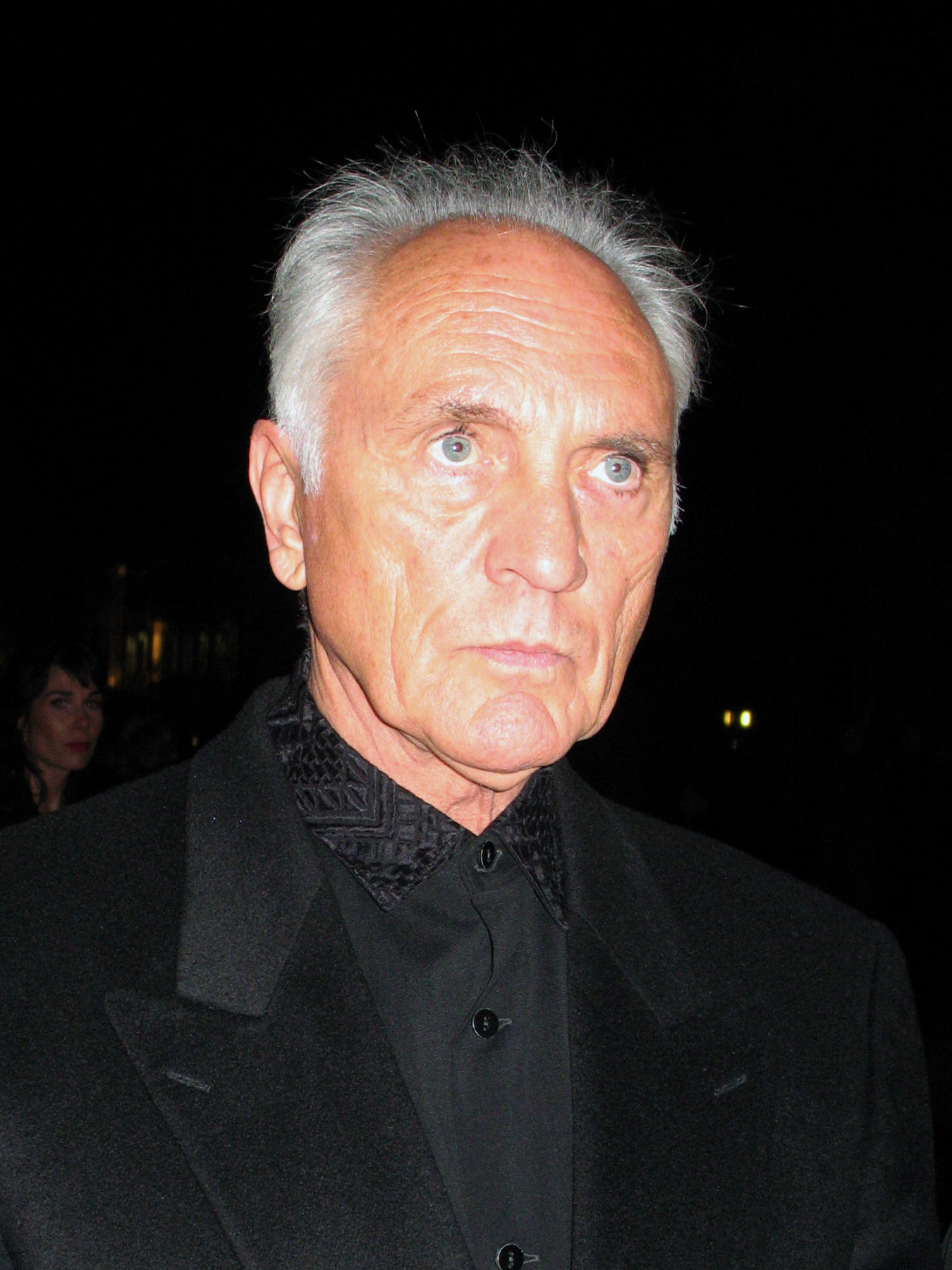
Terence Stamp (1938–2025)

### Januar bis März
Januar
- 01. Januar: Jean-Michel Defaye, französischer Komponist (* 1932)
- 01. Januar: David Lodge, britischer Schriftsteller und Drehbuchautor (* 1935)
- 01. Januar: Nora Orlandi, italienische Pianistin, Violinistin, Sopranistin, Komponistin (* 1933)
- 02. Januar: Jytte Abildstrøm, dänische Schauspielerin und Theaterleiterin (* 1934)
- 02. Januar: Ferdi Tayfur, türkischer Texter, Komponist, Sänger und Schauspieler (* 1945)
- 03. Januar: Jeff Baena, US-amerikanischer Filmregisseur und Drehbuchautor (* 1977)
- 03. Januar: La Chunga, spanische Tänzerin, Malerin und Schauspielerin (* 1938)
- 03. Januar: Harvey S. Laidman, US-amerikanischer Filmregisseur und Produzent (* 1942)
- 04. Januar: Emilio Echevarría, mexikanischer Schauspieler (* 1944)
- 05. Januar: The Vivienne, britische Dragqueen, Sängerin und Musicaldarstellerin (* 1992)
- 06. Januar: Dale Wilson, kanadischer Schauspieler und Synchronsprecher (* 1950)
- 07. Januar: Thea Elster, deutsche Schauspielerin und Hörspielsprecherin (* 1930)
- 08. Januar: Selim İleri, türkischer Schriftsteller, Drehbuchautor und Kritiker (* 1949)
- 08. Januar: Charles Kay, britischer Schauspieler (* 1930)
- 09. Januar: Phyllis Dalton, britische Kostümbildnerin (* 1925)
- 09. Januar: Günter Knoll, deutscher Kulturveranstalter, Autor, Regisseur und Drehbuchautor (* 1954)
- 09. Januar: Otto Schenk, österreichischer Schauspieler, Kabarettist, Regisseur und Intendant (* 1930)
- 10. Januar: Jewgenija Wladimirowna Dobrowolskaja, russische Schauspielerin (* 1964)
- 11. Januar: Merle Louise, US-amerikanische Schauspielerin (* 1934)
- 11. Januar: James McEachin, US-amerikanischer Schriftsteller und Schauspieler (* 1930)
- 12. Januar: Leslie Charleson, US-amerikanische Schauspielerin (* 1945)
- 12. Januar: Mark Izu, US-amerikanischer Jazz-Musiker und Komponist (* 1954)
- 12. Januar: Claude Jarman junior, US-amerikanischer Filmschauspieler und Kinderdarsteller (* 1934)
- 12. Januar: Kim Yaroshevskaya, kanadische Schauspielerin, Autorin und Drehbuchautorin (* 1923)
- 14. Januar: Jürgen Barz, deutscher Sänger, Gitarrist, Liedtexter und Schauspieler (* 1944)
- 14. Januar: Helmut Nitzschke, deutscher Regisseur und Drehbuchautor (* 1935)
- 15. Januar: David Lynch, US-amerikanischer Künstler, Filmregisseur, Filmproduzent, Drehbuchautor, Schauspieler (* 1946)
- 15. Januar: Jeannot Szwarc, französischer Regisseur (* 1939)
- 15. Januar: Raymond Thompson, neuseeländischer Filmproduzent, Drehbuchautor und Regisseur (* 1949)
- 16. Januar: Joan Plowright, britische Schauspielerin (* 1929)
- 16. Januar: Francisco San Martin, US-amerikanischer Schauspieler (* 1985)
- 16. Januar: Bob Uecker, US-amerikanischer Sportreporter, Schauspieler und Major-League-Baseball-Profi (* 1934)
- 16. Januar: Masaharu Ueda, japanischer Kameramann (* 1938)
- 17. Januar: Jules Feiffer, US-amerikanischer Comic-Strip-Zeichner und Drehbuchautor (* 1929)
- 17. Januar: Jan Shepard, US-amerikanische Schauspielerin (* 1928)
- 17. Januar: Stéphane Venne, kanadischer Singer-Songwriter, Arrangeur, Komponist und Plattenproduzent (* 1941)
- 17. Januar: Robert Verrall, kanadischer Filmproduzent, Animator und Regisseur (* 1928)
- 18. Januar: Ze'ev Revach, israelischer Komödiant, Schauspieler und Regisseur (* 1940)
- 19. Januar: Zsuzsanna Tresz, ungarische Kostümbildnerin, Bühnenbildnerin und Puppenspielerin (* 1956)
- 20. Januar: Bertrand Blier, französischer Filmregisseur und Drehbuchautor (* 1939)
- 20. Januar: Harald Paalgard, dänischer Kameramann (* 1950)
- 21. Januar: Marcel Mann, deutscher Synchronsprecher, Hörbuchsprecher und Comedian (* 1987)
- 22. Januar: Sergio Bazzini, italienischer Drehbuchautor und Regisseur (* 1935)
- 22. Januar: Jörg Maria Berg, österreichischer Schlagersänger und Schauspieler (* 1930)
- 22. Januar: Barry Goldberg, US-amerikanischer Pianist und Komponist (* 1942)
- 25. Januar: Yvonne Escher, Schweizer Filmregisseurin (* 1934)
- 25. Januar: Gloria Romero, philippinische Schauspielerin (* 1933)
- 27. Januar: Jürgen Haese, deutscher Regisseur und Drehbuchautor (* 1934)
- 28. Januar: Sulevi Peltola, finnischer Schauspieler (* 1946)
- 29. Januar: Joe Hale, US-amerikanischer Layout-Künstler für Animation (* 1925)
- 29. Januar: Max Schautzer, österreichischer Moderator und Schauspieler (* 1940)
- 30. Januar: Marianne Faithfull, britische Sängerin und Schauspielerin (* 1946)

Februar
- 02. Februar: Barbie Xu, taiwanische Schauspielerin, Sängerin und Moderatorin (* 1976)
- 03. Februar: Ferd Hugas, niederländischer Schauspieler und Drehbuchautor (* 1937)
- 03. Februar: Christopher Newman, US-amerikanischer Tontechniker (* 1940)
- 04. Februar: Maria Teresa Horta, portugiesische Feministin, Schriftstellerin, Journalistin, Drehbuchautorin, Dramatikerin (* 1937)
- 05. Februar: Hans-Peter Lehmann, deutscher Regisseur und Intendant (* 1934)
- 07. Februar: Gerti Pall, österreichische Schauspielerin (* 1932)
- 07. Februar: Tony Roberts, US-amerikanischer Schauspieler (* 1939)
- 08. Februar: Bob Bingham, US-amerikanischer Schauspieler und Sänger (* 1946)
- 09. Februar: Oleg Alexandrowitsch Strischenow, sowjetischer bzw. russischer Filmschauspieler (* 1929)
- 12. Februar: Richard Dindo, Schweizer Dokumentarfilmer (* 1944)
- 13. Februar: Hubertus Petroll, deutscher Schauspieler, Hörspielsprecher, Nachrichtensprecher und Hochschullehrer (* 1947)
- 14. Februar: Carlos Diegues, brasilianischer Filmregisseur (* 1940)
- 14. Februar: Alice Hirson, US-amerikanische Schauspielerin (* 1929)
- 14. Februar: Geneviève Page, französische Schauspielerin (* 1927)
- 14. Februar: Ivan Steiger, tschechisch-deutscher Karikaturist, Zeichner und Illustrator, Autor und Filmregisseur (* 1939)
- 15. Februar: Will Danin, deutscher Schauspieler (* 1942)
- 16. Februar: Julian Holloway, britischer Schauspieler und Synchronsprecher (* 1944)
- 16. Februar: Yolanda Montes, US-amerikanische Tänzerin, Schauspielerin und Sängerin (* 1932)
- 16. Februar: Robert Richter, US-amerikanischer Regisseur, Drehbuchautor und Produzent (* 1929)
- 16. Februar: Kim Sae-ron, südkoreanische Schauspielerin (* 2000)
- 19. Februar: Souleymane Cissé, malischer Filmemacher (* 1940)
- 19. Februar: Tony Isbert, spanischer Schauspieler (* 1950)
- 20. Februar: Ernst H. Hilbich, deutscher Schauspieler und Hörspielsprecher (* 1931)
- 20. Februar: Peter Jason, US-amerikanischer Schauspieler (* 1944)
- 20. Februar: Friedrich-Wilhelm Junge, deutscher Schauspieler (* 1938)
- 24. Februar: Hanna Laura Klar, deutsche Autorin, Dokumentarfilmregisseurin, Produzentin und Dozentin (* 1946)
- 25. Februar: Lis Nilheim, schwedische Schauspielerin (* 1944)
- 25. Februar: Roberto Orci, mexikanischer Drehbuchautor und Filmproduzent (* 1973)
- 26. Februar: Monika Lundi, deutsche Schauspielerin (* 1942)
- 26. Februar: Michelle Trachtenberg, US-amerikanische Schauspielerin (* 1985)
- 28. Februar: David Johansen, US-amerikanischer Sänger, Songwriter und Schauspieler (* 1950)
- 28. Februar: Joseph Wambaugh, US-amerikanischer Autor und Drehbuchautor (* 1937)

März
- 01. März: Tim Kruger, deutscher Pornodarsteller und Regisseur (* 1981)
- 01. März: Georg Radanowicz, Schweizer Filmregisseur und Produzent (* 1939)
- 02. März: Dieuwertje Blok, niederländische Moderatorin und Schauspielerin (* 1957)
- 03. März: Eleonora Giorgi, italienische Schauspielerin (* 1953)
- 03. März: Evelyn Lazar, deutsche Fernsehmoderatorin, Schauspielerin und Journalistin (* 1933)
- 04. März: Cornelia-Angelika Kampmann-Tennstedt, deutsche Kostümbildnerin (* 1945)
- 04. März: Helle Nielsen, dänische Schauspielerin (* 1946)
- 05. März: Edesio Alejandro, kubanischer Musiker und Komponist (* 1958)
- 05. März: Pamela Bach, US-amerikanische Filmschauspielerin (* 1963)
- 06. März: Josef Zíma, tschechischer Filmschauspieler, Schlagzeuger, Sänger und Moderator (* 1932)
- 08. März: Athol Fugard, südafrikanischer Schriftsteller, Dramatiker und Schauspieler (* 1932)
- 09. März: Hans Peter Korff, deutscher Schauspieler und Hörspielsprecher (* 1942)
- 09. März: Susanna Kraus, deutsche Schauspielerin und Künstlerin (* 1957)
- 10. März: Stanley R. Jaffe, US-amerikanischer Filmproduzent (* 1940)
- 11. März: Clive Revill, neuseeländischer Schauspieler (* 1930)
- 11. März: Robert Trebor, US-amerikanischer Schauspieler (* 1953)
- 11. März: Ole Wegener, dänischer Schauspieler (* 1936)
- 12. März: Bruce Glover, US-amerikanischer Schauspieler (* 1932)
- 12. März: Renee Goddard, deutsch-britische Schauspielerin (* 1923)
- 12. März: Karin Lesch, deutsche Schauspielerin (* 1935)
- 12. März: Peggy Parnass, deutsch-schwedische Schauspielerin, Kolumnistin, Gerichtsreporterin und Autorin (* 1927)
- 12. März: Linda Williams, US-amerikanische Filmwissenschaftlerin (* 1946)
- 13. März: Maria Grazia Spina, italienische Schauspielerin (* 1936)
- 15. März: Wings Hauser, US-amerikanischer Schauspieler, Regisseur und Drehbuchautor (* 1947)
- 15. März: Wilhelm Hein, deutscher Filmemacher, Filmproduzent, Filmregisseur, Filmtheoretiker und Performancekünstler (* 1940)
- 16. März: Émilie Dequenne, belgische Schauspielerin (* 1981)
- 16. März: Rob de Nijs, niederländischer Sänger und Schauspieler (* 1942)
- 17. März: Siegfried Hartmann, deutscher Filmregisseur und Drehbuchautor (* 1927)
- 18. März: Nadia Cassini, italienische Schauspielerin und Sängerin (* 1949)
- 21. März: Štefan Kvietik, slowakischer Schauspieler, Theaterpädagoge und Politiker (* 1934)
- 22. März: Filiz Akın, türkische Schauspielerin (* 1943)
- 22. März: Larissa Iwanowna Golubkina, russische bzw. sowjetische Schauspielerin und Sängerin (* 1940)
- 22. März: Martin Loeb, französischer Schauspieler (* 1959)
- 22. März: John Siegfried Mehnert, deutscher Whistleblower und Schauspieler (* 1940)
- 22. März: Rolf Schimpf, deutscher Schauspieler (* 1924)
- 22. März: Michael Friedrich Vogt, deutscher Publizist, Dokumentarfilmer und politischer Aktivist (* 1953)
- 23. März: Franz Baake, deutscher Regisseur, Fotograf, Autor und Drehbuchautor, Psychologe und Lyriker (* 1931)
- 23. März: Gianfranco Barra, italienischer Schauspieler (* 1940)
- 23. März: Brigitte Peters, deutsche Schauspielerin (* 1949)
- 25. März: Denis Arndt, US-amerikanischer Schauspieler (* 1939)
- 25. März: Kjeld Nørgaard, dänischer Schauspieler (* 1938)
- 25. März: Masahiro Shinoda, japanischer Filmregisseur und Drehbuchautor (* 1931)
- 27. März: Jürgen Marten, deutscher Jurist, Hochschullehrer, Fernsehmoderator und Schauspieler (* 1943)
- 29. März: Elert Bode, deutscher Schauspieler, Theaterregisseur und Theaterintendant (* 1934)
- 29. März: Richard Chamberlain, US-amerikanischer Schauspieler und Sänger (* 1934)
- 29. März: Ángel del Pozo, spanischer Schauspieler (* 1934)
- 29. März: Werner Rehm, deutscher Schauspieler (* 1934)
- 30. März: Lee Montague, britischer Schauspieler (* 1927)
- 31. März: Sian Barbara Allen, US-amerikanische Schauspielerin und Schriftstellerin (* 1946)
- 31. März: Yves Boisset, französischer Regisseur und Drehbuchautor (* 1939)

### April bis Juni
April
- 01. April: Alfi Kabiljo, kroatischer Komponist und Dirigent (* 1935)
- 01. April: Val Kilmer, US-amerikanischer Schauspieler und Sänger (* 1959)
- 01. April: Christiane Mückenberger, deutsche Filmwissenschaftlerin (* 1928)
- 01. April: Jean C. Roché, französischer Ornithologe, Bioakustiker und Tontechniker (* 1931)
- 02. April: Alois Švehlík, tschechischer Schauspieler und Synchronsprecher (* 1939)
- 03. April: Margarita Xhepa, albanische Schauspielerin (* 1932)
- 04. April: Paul Fierlinger, US-amerikanischer Animator, Regisseur und Filmproduzent (* 1936)
- 05. April: Colin Fox, kanadischer Schauspieler und Sprecher (* 1938)
- 06. April: Jay North, US-amerikanischer Schauspieler (* 1951)
- 06. April: Anna Slováčková, tschechische Sängerin und Schauspielerin (* 1995)
- 07. April: William Finn, US-amerikanischer Komponist und Songwriter (* 1952)
- 07. April: Marvin Levy, US-amerikanischer Marketing- und PR-Spezialist beim Film (* 1928)
- 08. April: Nicky Katt, US-amerikanischer Schauspieler (* 1970)
- 08. April: Lenny Welch, US-amerikanischer Sänger und Schauspieler (* 1938)
- 09. April: Peter Rühring, deutscher Schauspieler (* 1942)
- 10. April: Ted Kotcheff, kanadischer Regisseur (* 1931)
- 10. April: Peter Lovesey, britischer Schriftsteller und Drehbuchautor (* 1936)
- 11. April: Mike Berry, britischer Sänger und Schauspieler (* 1942)
- 11. April: Petra Laseur, niederländische Schauspielerin (* 1939)
- 11. April: Don Mischer, US-amerikanischer Produzent und Regisseur (* 1940)
- 12. April: Andrea Blaugrund Nevins, US-amerikanische Dokumentarfilmerin, Regisseurin, Produzentin und Drehbuchautorin (* 1962)
- 13. April: Jean Marsh, britische Schauspielerin sowie Drehbuchautorin (* 1934)
- 14. April: Hans A. Guttner, deutsch-österreichischer Filmemacher, Regisseur, Autor und Produzent (* 1945)
- 14. April: Sophie Nyweide, US-amerikanische Schauspielerin (* 2000)
- 15. April: Jadwiga Jankowska-Cieślak, polnische Schauspielerin (* 1951)
- 16. April: Ena Hartman, US-amerikanische Schauspielerin (* 1932)
- 16. April: Edda Loges, deutsche Schauspielerin und Hörspielsprecherin (* 1942)
- 17. April: Henry König, deutscher Schauspieler, Hörspiel- und Synchronsprecher (* 1936)
- 18. April: Erich Tomek, österreichischer Produktionsleiter und Drehbuchautor (* 1930)
- 19. April: Angelo Longoni, italienischer Filmregisseur und Drehbuchautor (* 1956)
- 21. April: Will Hutchins, US-amerikanischer Schauspieler (* 1930)
- 21. April: Gerard Kennedy, australischer Schauspieler (* 1932)
- 21. April: Johanna Matz, österreichische Schauspielerin (* 1932)
- 21. April: Axel Scholtz, deutscher Schauspieler und Synchronsprecher (* 1935)
- 22. April: Lar Park-Lincoln, US-amerikanische Schauspielerin (* 1961)
- 23. April: Waltraut Haas, österreichische Schauspielerin (* 1927)
- 24. April: Hans-Günther Bücking, deutscher Kameramann und Regisseur (* 1951)
- 24. April: Eva Ponto, deutsche Filmeditorin (* 1918)
- 25. April: Peter Rapp, österreichischer Moderator, Fernsehunterhalter, Quizmaster und Schauspieler (* 1944)
- 27. April: Urte Blankenstein, deutsche Schauspielerin (* 1943)
- 27. April: Cora Sue Collins, US-amerikanische Schauspielerin (* 1927)
- 28. April: Priscilla Pointer, US-amerikanische Schauspielerin (* 1924)

Mai
- 01. Mai: Ruth Buzzi, US-amerikanische Schauspielerin (* 1936)
- 01. Mai: Ingolf Gabold, dänischer Komponist und TV-Produzent (* 1942)
- 01. Mai: Jill Sobule, US-amerikanische Sängerin, Songwriterin und Schauspielerin (* 1959)
- 02. Mai: Dietmar Mössmer, österreichischer Schauspieler und Hörspielsprecher (* 1955)
- 03. Mai: Sırrı Süreyya Önder, türkischer Regisseur, Schauspieler, Journalist und Politiker (* 1962)
- 05. Mai: Denise Alexander, US-amerikanische Schauspielerin (* 1936)
- 05. Mai: Joan O’Brien, US-amerikanische Schauspielerin und Sängerin (* 1936)
- 06. Mai: James Foley, US-amerikanischer Regisseur (* 1953)
- 07. Mai: Joe Don Baker, US-amerikanischer Schauspieler (* 1936)
- 07. Mai: Rosanna Norton, US-amerikanische Kostümbildnerin (* 1944)
- 07. Mai: Peter Schröder, österreichischer Filmregisseur, Filmeditor und Musiker (* 1964)
- 08. Mai: Jiří Bartoška, tschechischer Schauspieler (* 1947)
- 09. Mai: Nadja Abd el Farrag, deutsche Fernsehmoderatorin, Sängerin und Sachbuchautorin (* 1965)
- 09. Mai: Greg Cannom, US-amerikanischer Maskenbildner (* 1951)
- 09. Mai: Peter Morwood, britischer Schriftsteller und Drehbuchautor (* 1956)
- 10. Mai: Manfred Tauchen, österreichischer Sänger, Schauspieler und Kabarettist (* 1930)
- 11. Mai: Robert Benton, US-amerikanischer Regisseur, Drehbuchautor und Filmproduzent (* 1932)
- 11. Mai: Leila Negra, afrodeutsche Schlagersängerin und Schauspielerin (* 1930)
- 11. Mai: Cristina Noci, italienische Schauspielerin und Synchronsprecherin (* 1949)
- 12. Mai: Elisabeth Rygård, dänische Filmregisseurin und Drehbuchautorin (* 1946)
- 13. Mai: Yaak Karsunke, deutscher Schriftsteller und Schauspieler (* 1934)
- 14. Mai: Giovanni Arvaneh, deutscher Schauspieler (* 1964)
- 15. Mai: Taina Elg, finnisch-US-amerikanische Tänzerin und Schauspielerin (* 1930)
- 15. Mai: Steve Inwood, US-amerikanischer Schauspieler (* 1947)
- 15. Mai: Federica Ranchi, italienische Filmschauspielerin (* 1939)
- 15. Mai: Charles Strouse, US-amerikanischer Komponist und Liedtexter (* 1928)
- 16. Mai: Gerard Soeteman, niederländischer Drehbuchautor (* 1936)
- 16. Mai: Meta Velander, schwedische Schauspielerin (* 1924)
- 16. Mai: Marianne Bernadotte von Wisborg, schwedische Schauspielerin und Philanthropin (* 1924)
- 17. Mai: Franco Merli, italienischer Schauspieler (* 1956)
- 17. Mai: Elisabeth Orth, österreichische Schauspielerin (* 1936)
- 18. Mai: Mario Carbone, italienischer Fotograf, Kameramann und Dokumentarfilmer (* 1924)
- 19. Mai: Colton Ford, US-amerikanischer Pornodarsteller, Schauspieler und Sänger (* 1962)
- 19. Mai: Kathleen Hughes, US-amerikanische Schauspielerin (* 1928)
- 19. Mai: Heinz Recht, deutscher Fernsehproduzent und Autor (* 1938)
- 20. Mai: Nino Benvenuti, italienischer Boxer und Schauspieler (* 1938)
- 20. Mai: Leslie Dilley, britischer Filmarchitekt (* 1941)
- 20. Mai: Karl-Ulrich Meves, deutscher Schauspieler und Synchronsprecher (* 1941)
- 20. Mai: Michael Roemer, US-amerikanischer Filmregisseur, Filmproduzent und Drehbuchautor (* 1928)
- 20. Mai: George Wendt, US-amerikanischer Schauspieler (* 1948)
- 21. Mai: Billy Williams, britischer Kameramann (* 1929)
- 22. Mai: Pippa Scott, US-amerikanische Schauspielerin (* 1935)
- 23. Mai: Sacha Jenkins, US-amerikanischer Journalist, Dokumentarfilmer, Autor, Musiker und Kulturhistoriker (* 1971)
- 23. Mai: Mohamed Lakhdar-Hamina, algerischer Filmregisseur und Drehbuchautor (* 1934)
- 24. Mai: Peter David, US-amerikanischer Roman- und Comicautor sowie Drehbuchautor (* 1956)
- 24. Mai: Marcel Ophüls, deutsch-französischer Filmregisseur und Dokumentarfilmer (* 1927)
- 25. Mai: Phil Robertson, US-amerikanischer Jäger, Unternehmer und Schauspieler (* 1946)
- 25. Mai: Marie Tomášová, tschechische Schauspielerin (* 1929)
- 26. Mai: Co Hoedeman, niederländischer Animator (* 1940)
- 27. Mai: Elvīra Baldiņa, sowjetische bzw. lettische Schauspielerin (* 1919)
- 27. Mai: Presley Chweneyagae, südafrikanischer Schauspieler (* 1984)
- 27. Mai: Ed Gale, US-amerikanischer Schauspieler und Stuntman (* 1963)
- 27. Mai: Peter Kwong, US-amerikanischer Schauspieler (* 1952)
- 28. Mai: Per Nørgård, dänischer Komponist (* 1932)
- 29. Mai: Alf Clausen, US-amerikanischer Komponist (* 1941)
- 30. Mai: Peter Fabers, deutscher Schauspieler und Regisseur (* 1954)
- 30. Mai: Prentis Hancock, schottischer Schauspieler (* 1942)
- 30. Mai: Loretta Swit, US-amerikanische Schauspielerin (* 1937)

Juni
- 01. Juni: Jonathan Joss, US-amerikanischer Schauspieler, Synchronsprecher und Musiker (* 1965)
- 01. Juni: Monica Nielsen, schwedische Schauspielerin und Sängerin (* 1937)
- 02. Juni: Eva Borušovičová, slowakische Regisseurin, Drehbuchautorin und Schriftstellerin (* 1970)
- 02. Juni: Jochen Richter, deutscher Filmregisseur, Drehbuchautor und Kameramann (* 1941)
- 03. Juni: Eugen Doga, moldauisch-russischer Komponist (* 1937)
- 04. Juni: Nicole Croisille, französische Sängerin, Tänzerin und Schauspielerin (* 1936)
- 04. Juni: Philippe Labro, französischer Schriftsteller, Journalist und Filmemacher (* 1936)
- 04. Juni: Enzo Staiola, italienischer Schauspieler (* 1939)
- 06. Juni: Susanne von Loessl, deutsche Schauspielerin und Autorin (* 1939)
- 06. Juni: Us Conradi, deutsche Schauspielerin und Schriftstellerin (* 1928)
- 06. Juni: Vasilis Papavasiliou, griechischer Regisseur, Schauspieler, Autor und Übersetzer (* 1949)
- 08. Juni: Ewa Dałkowska, polnische Schauspielerin (* 1947)
- 08. Juni: Vladimír Smutný, tschechischer Kameramann (* 1942)
- 08. Juni: Carlo von Tiedemann, deutscher Rundfunk- und Fernsehredakteur, Moderator und Schauspieler (* 1943)
- 09. Juni: Chris Robinson, US-amerikanischer Schauspieler (* 1938)
- 10. Juni: Josef Baumberger, deutscher Porno-Regisseur und Porno-Produzent (* 1944)
- 10. Juni: Harris Yulin, US-amerikanischer Schauspieler (* 1937)
- 12. Juni: Topsy Küppers, britischer Schauspieler (* 1931)
- 14. Juni: Clifton Jones, deutsch-österreichische Buchautorin, Sängerin, Soubrette, Schauspielerin und Theaterleiterin (* 1937)
- 15. Juni: Michel Bergmann, schweizerisch-deutscher Regisseur, Filmproduzent, Journalist und Schriftsteller (* 1945)
- 15. Juni: Bernhard Marsch, deutscher Filmemacher, Drehbuchautor, Filmproduzent und Schauspieler (* 1962)
- 17. Juni: Gailard Sartain, US-amerikanischer Schauspieler sowie Illustrator (* 1943)
- 17. Juni: Manuel Zarzo, spanischer Schauspieler (* 1932)
- 18. Juni: Mark Peploe, britischer Drehbuchautor und Filmregisseur (* 1943)
- 19. Juni: Jack Betts, US-amerikanischer Schauspieler (* 1929)
- 21. Juni: Walentina Illarionowna Talysina, sowjetische bzw. russische Theater- und Filmschauspielerin sowie Synchronsprecherin (* 1935)
- 22. Juni: Aki Aleong, US-amerikanischer Schauspieler, Sänger und Musikproduzent (* 1934)
- 22. Juni: Georg Marin, österreichischer Schauspieler (* 1946)
- 23. Juni: Rebekah Del Rio, US-amerikanische Sängerin, Songwriterin und Schauspielerin (* 1967)
- 23. Juni: Lea Massari, italienische Schauspielerin (* 1933)
- 24. Juni: Alvaro Vitali, italienischer Schauspieler (* 1950)
- 26. Juni: Monika Hansen, deutsche Schauspielerin (* 1942)
- 26. Juni: Rick Hurst, US-amerikanischer Schauspieler (* 1946)
- 26. Juni: Lalo Schifrin, argentinischer Pianist, Komponist, Arrangeur und Dirigent (* 1932)
- 29. Juni: Monika Goll, deutsche Schauspielerin (* 1942)
- 30. Juni: Ken Colley, britischer Schauspieler (* 1937)
- 30. Juni: Ctibor Turba, tschechischer Schauspieler, Pantomime, Bühnenautor, Regisseur und Pädagoge (* 1944)

### Juli bis September
Juli
- 01. Juli: Florence Delay, französische Schriftstellerin, Schauspielerin und Übersetzerin (* 1941)
- 02. Juli: Julian McMahon, australisch-US-amerikanischer Schauspieler (* 1968)
- 03. Juli: Anita Kupsch, deutsche Schauspielerin und Synchronsprecherin (* 1940)
- 03. Juli: Michael Madsen, US-amerikanischer Schauspieler (* 1957)
- 04. Juli: Rob Houwer, niederländischer Filmproduzent, Filmregisseur und Drehbuchautor (* 1937)
- 04. Juli: Mark Snow, US-amerikanischer Komponist (* 1946)
- 05. Juli: Christoph Schobesberger, deutsch-österreichischer Schauspieler und Sänger (* 1954)
- 06. Juli: Irene Rodrian, deutsche Schriftstellerin und Drehbuchautorin (* 1937)
- 07. Juli: Ulla Mahrt, deutsche Schauspielerin und Hörspielsprecherin (* 1936)
- 08. Juli: Jürgen Schornagel, deutscher Schauspieler (* 1939)
- 09. Juli: Ioana Bulcă, rumänische Schauspielerin (* 1936)
- 10. Juli: Harald Schandry, deutscher Schauspieler und Theatermacher (* 1956)
- 11. Juli: Goffredo Fofi, italienischer Autor, Literaturkritiker, Filmkritiker und Drehbuchautor (* 1937)
- 12. Juli: Rudolf van den Berg, niederländischer Regisseur und Drehbuchautor (* 1949)
- 14. Juli: Alexander Naumowitsch Mitta, russischer Filmregisseur, Drehbuchautor und Filmschauspieler (* 1933)
- 15. Juli: Judy Loe, britische Schauspielerin (* 1947)
- 15. Juli: Martin Seifert, deutscher Film- und Theaterschauspieler und Hörspielsprecher (* 1951)
- 15. Juli: Jone Takamäki, finnischer Jazzsaxophonist, Komponist und Schauspieler (* 1955)
- 17. Juli: Alan Bergman, US-amerikanischer Liedtexter und -komponist sowie Sänger (* 1925)
- 18. Juli: Jimmy Hunt, US-amerikanischer Schauspieler (* 1939)
- 18. Juli: Harry Standjofski, kanadischer Schauspieler, Synchronsprecher, Dramatiker und Theaterregisseur (* 1959)
- 18. Juli: Kenneth Washington, US-amerikanischer Schauspieler (* 1936)
- 19. Juli: Josip Pejaković, bosnischer Schauspieler, Schriftsteller und Kabarettist (* 1948)
- 20. Juli: Tom Troupe, US-amerikanischer Schauspieler (* 1928)
- 20. Juli: Malcolm-Jamal Warner, US-amerikanischer Schauspieler (* 1970)
- 21. Juli: June Wilkinson, britische Schauspielerin und Pin-up-Girl (* 1940)
- 21. Juli: Dan Ziskie, US-amerikanischer Schauspieler sowie Fotograf (* 1944)
- 22. Juli: Chuck Mangione, US-amerikanischer Jazz-Flügelhornist und Komponist (* 1940)
- 22. Juli: Alfie Wise, US-amerikanischer Schauspieler (* 1943)
- 24. Juli: Hulk Hogan, US-amerikanischer Wrestler und Schauspieler (* 1953)
- 24. Juli: Cleo Laine, britische Jazz-Sängerin, klassische Sängerin und Schauspielerin (* 1927)
- 24. Juli: Don Zimmerman, US-amerikanischer Filmeditor (* 1944)
- 26. Juli: Jonathan Kinsler, US-amerikanischer Schauspieler und Sänger (* 1929)
- 26. Juli: Jiří Krampol, tschechischer Schauspieler, Komiker, Moderator und Synchronsprecher (* 1938)
- 26. Juli: Lutz Mommartz, deutscher Experimentalfilmer (* 1934)
- 26. Juli: Ziad Rahbani, libanesischer Komponist, Pianist, Buzuq-Spieler, Songwriter und Theaterautor (* 1956)
- 29. Juli: Alon Abutbul, israelischer Schauspieler (* 1965)
- 29. Juli: Frank Ferrucci, US-amerikanischer Musiker und Filmkomponist (* 1951)

August
- 01. August: Jonathan Kaplan, US-amerikanischer Regisseur (* 1947)
- 02. August: Kelley Mack, US-amerikanische Schauspielerin (* 1992)
- 03. August: Loni Anderson, US-amerikanische Schauspielerin (* 1945)
- 03. August: Nando Angelini, italienischer Schauspieler (* 1933)
- 03. August: Uljana Havemann, deutsche Filmregisseurin und Drehbuchautorin (* 1973)
- 03. August: Kiril Kawadarkow, bulgarischer Schauspieler (* 1943)
- 04. August: Eldar Schengelaia, georgischer Filmproduzent und Politiker (* 1933)
- 06. August: Eddie Palmieri, US-amerikanischer Pianist und Orchesterleiter (* 1936)
- 10. August: Marcus Lachmann, deutscher Schauspieler, Szenenbildner, Regisseur und Theaterpädagoge (* 1956)
- 11. August: Nazima, Bollywood-Schauspielerin (* 1948)
- 13. August: Tomo Sakurai, japanische Seiyū (* 1971)
- 14. August: Mats Wahl, schwedischer Schriftsteller und Drehbuchautor (* 1945)
- 15. August: Tristan Rogers, australischer Schauspieler (* 1946)
- 17. August: Torsten Michaelis, deutscher Schauspieler, Synchronsprecher, Hörspielsprecher und Hörbuchinterpret (* 1961)
- 17. August: Terence Stamp, britischer Schauspieler (* 1938)

### Genaues Todesdatum unbekannt
- vor oder am 28. Januar: Horst Janson, deutscher Schauspieler (* 1935)
- vor oder am 1. Februar: Dagmar Beiersdorf, deutsche Filmemacherin und Malerin (* 1944)
- vor oder am 4. Februar: Hermann Wächter, deutscher Schauspieler und Autor (* 1937)
- um den 18. Februar: Gene Hackman, US-amerikanischer Schauspieler (* 1930)
- vor oder am 29. März: Richard Norton, australischer Schauspieler, Stuntman und Filmproduzent (* 1950)
- vor oder am 27. Mai: Devlet Devrim, türkische Schauspielerin (* 1944)
- Juni: Paul Thomas, Pornodarsteller und Regisseur (* 1947)
- vor oder am 24. Juli: Henri Szeps, australischer Schauspieler (* 1943)